# 23 marca
23 marca jest 82. (w latach przestępnych 83.) dniem w kalendarzu gregoriańskim. Do końca roku pozostaje 283 dni.

## Święta
- Imieniny obchodzą: Benedykt, Eberhard, Feliks, Józef, Nikon, Pelagia, Piotra, Rebeka, Turybiusz, Wiktorian, Wiktoriana, Wiktorianna i Zbysław.
- Międzynarodowe – Światowy Dzień Meteorologii (ustanowiony przez Zgromadzenie Ogólne ONZ)[1]
- Pakistan – Święto Rewolucji Pakistańskiej
- Polska, Węgry – Dzień Przyjaźni Polsko-Węgierskiej
- Wspomnienia i święta w Kościele katolickim[2][3] obchodzą:
  - bł. Annunciata Cocchetti (zakonnica)
  - św. Józef Oriol (kapłan)
  - św. Rebeka Chobok Ar-Rajes (zakonnica)
  - św. Turybiusz de Mogrovejo (biskup)

## Wydarzenia w Polsce
- 1231 – Pierwsza wzmianka o Zgierzu.
- 1343 – Położono kamień węgielny pod budowę dzisiejszej bazyliki konkatedralnej Wniebowzięcia Najświętszej Maryi Panny w Gdańsku.
- 1609 – Wojna o Inflanty: zwycięstwo floty polskiej nad szwedzką w stoczonej w nocy z 23 na 24 marca bitwie morskiej pod Salis.
- 1613 – Król Zygmunt III Waza i cesarz Maciej Habsburg zawarli sojusz polsko-austriacki.
- 1660 – IV wojna polsko-rosyjska: wojska rosyjskie rozpoczęły oblężenie Lachowicz.
- 1768 – Rada Senatu podjęła uchwałę o wezwaniu na pomoc wojsk rosyjskich w celu stłumienia konfederacji barskiej.
- 1915 – I wojna światowa: po prawie pięciu miesiącach oblężenia przez Rosjan skapitulowała austriacka Twierdza Przemyśl.
- 1925 – Sowieccy dywersanci rozbroili posterunek policji i obrabowali stację kolejową w Lachowiczach.
- 1927 – Polskie władze zdelegalizowały partię Białoruska Włościańsko-Robotnicza Hromada.
- 1932 – Aleksandr Juninskij z ZSRR został laureatem I nagrody II Międzynarodowego Konkursu Pianistycznego im. Fryderyka Chopina.
- 1935:
  - Sejm RP uchwalił tzw. konstytucję kwietniową, podpisaną miesiąc później przez prezydenta Ignacego Mościckiego.
  - Trzęsienie ziemi o sile 4,3 stopnia w skali Richtera w okolicach Czarnego Dunajca.
- 1936 – W Krakowie doszło do rozruchów antysanacyjnych. Policja otworzyła ogień do manifestujących, zabijając 10 osób i raniąc 45.
- 1939 – Po zajęciu litewskiej Kłajpedy przez Niemców przeprowadzono tzw. mobilizację alarmową.
- 1942 – Akcja „Reinhardt”: miała miejsce pierwsza akcja deportacyjna z getta w Piaskach na Lubelszczyźnie. Z miasteczka, a także z sąsiednich Biskupic i Trawnik Niemcy wywieźli do obozu zagłady w Bełżcu około 3,3 tys. Żydów.
- 1944 – Ponad 100-osobowa bojówka Ukraińców z sąsiedniej wsi Łotów napadła na osadę Frankamionka na Zamojszczyźnie, zabijając 18 mieszkańców i paląc większość zabudowań, w tym budynek szkoły. Na pomoc mieszkańcom przybyli partyzanci z oddziału „Wiklina”, którzy odparli napastników, zabijając 4 z nich.
- 1945 – Armia Czerwona zajęła Sopot.
- 1957 – Geolog Jan Wyżykowski odkrył złoża rudy miedzi na Dolnym Śląsku.
- 1961 – Premiera filmu Rozstanie w reżyserii Wojciecha Jerzego Hasa.
- 1971 – 18 górników zginęło w katastrofie w KWK „Rokitnica” w Zabrzu.
- 1980 – Odbyły się wybory do Sejmu i Rad Narodowych.
- 1995 – Została podpisana Karta Etyczna Mediów.
- 1999 – Pistolet WIST-94 wszedł na wyposażenie Sił Zbrojnych RP.
- 2000 – Były minister i poseł Ireneusz Sekuła został w nocy z 22 na 23 marca znaleziony nieprzytomny w swoim biurze w Warszawie z ranami postrzałowymi brzucha. Zmarł 29 kwietnia w szpitalu.
- 2001 – Premiera filmu przygodowego W pustyni i w puszczy w reżyserii Gavina Hooda.
- 2017 – Otwarto Muzeum II Wojny Światowej w Gdańsku.

## Wydarzenia na świecie

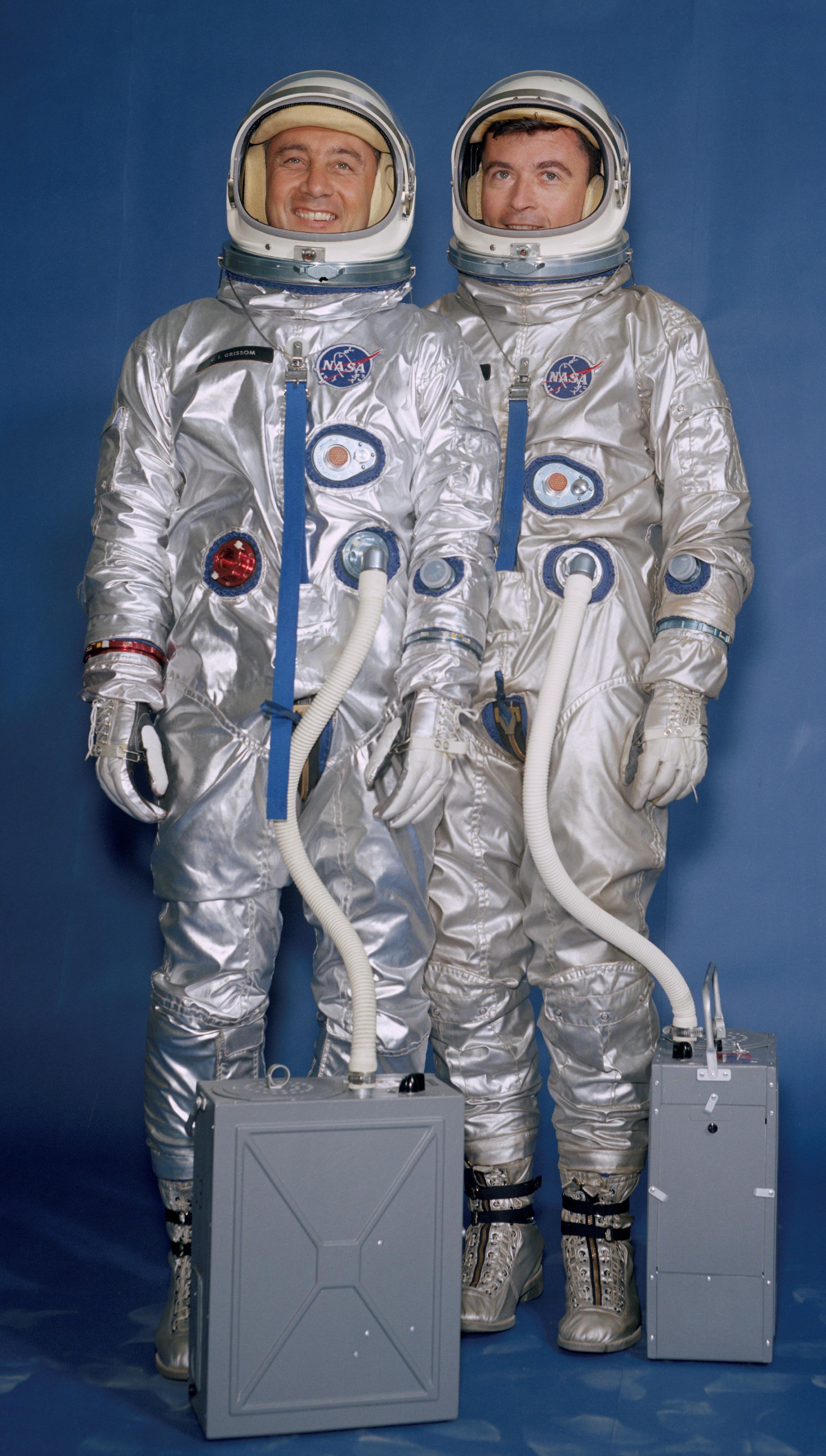
Virgil Grissom i John Young – załoga Gemini 3

- 625 – Zwycięstwo Kurajszytów z Mekki nad muzułmanami z Medyny dowodzonymi przez Mahometa w bitwie pod Uhudem.
- 752 – (lub 22 marca) Stefan II został wybrany na papieża. Zmarł przed koronacją.
- 1153 – W Konstancji została zawarta ugoda między papieżem Eugeniuszem III a królem Niemiec Fryderykiem I Barbarossą, który miał otrzymać koronę cesarską w zamian za pomoc w przywróceniu władzy papieża w Państwie Kościelnym.
- 1324 – Papież Jan XXII ekskomunikował króla Niemiec Ludwika IV Bawarskiego.
- 1502 – Król Czech, Węgier i Chorwacji Władysław II Jagiellończyk poślubił „per procura” swoją trzecią żonę Annę de Foix-Candale.
- 1530 – Król Hiszpanii Karol V Habsburg podpisał akt na mocy którego Malta została przekazana zakonowi joannitów.
- 1534 – Konkwistadorzy pod dowództwem Francisca Pizarra splądrowali świątynię Słońca Coricancha w Cuzco.
- 1568 – W trakcie wojen religijnych we Francji został zawarty pokój z Longjumeau.
- 1648 – Francja i Holandia dokonały podziału karaibskiej wyspy Saint Martin/Sint Maarten.
- 1702 – Rozpoczęła się wyprawa do ludu Cabuquas w Afryce Południowej z udziałem m.in. Polaków.
- 1708 – Pretendent do tronu Szkocji i Anglii Jakub Franciszek Edward Stuart podjął nieudaną próbę wylądowania w Szkocji na czele floty francuskiej.
- 1716 – Jeremiasz III został ekumenicznym patriarchą Konstantynopola.
- 1752 – Ukazało się pierwsze wydanie najstarszej kanadyjskiej gazety „Halifax Gazette”.
- 1779 – Brytyjski astronom Edward Pigott odkrył Galaktykę Czarne Oko w gwiazdozbiorze Warkocza Bereniki.
- 1781 – W Peru wojska hiszpańskie rozgromiły w bitwie pod Pucacasa armię powstańczą Tupaca Amaru II.
- 1782 – We Francji została wydana powieść epistolarna Pierre’a Choderlosa de Laclosa Niebezpieczne związki.
- 1801 – Cesarz Rosji Paweł I Romanow został zamordowany w pałacowym zamachu stanu. Nowym cesarzem został jego syn Aleksander I Romanow.
- 1804 – Papież Pius VII erygował diecezję Satu Mare w Rumunii.
- 1836 – Amerykańska mennica państwowa rozpoczęła bicie monet przy użyciu maszyny parowej.
- 1839 – Na łamach „Boston Morning Post” po raz pierwszy użyto określenia „OK”.
- 1847 – Wielki pożar Bukaresztu.
- 1849 – Zwycięstwem wojsk austriackich nad piemonckimi zakończyła się bitwa pod Novarą.
- 1861 – Camillo Cavour został pierwszym premierem zjednoczonych Włoch.
- 1862 – Wojna secesyjna: taktyczne zwycięstwo wojsk Unii w pierwszej bitwie pod Kernstown.
- 1868 – Założono Uniwersytet Kalifornijski.
- 1870 – Papież Pius IX erygował diecezję Portoviejo w Ekwadorze.
- 1881 – Podpisano traktat pokojowy kończący I wojnę burską.
- 1882 – Utworzono Biuro Wywiadu Marynarki Wojennej USA.
- 1892 – Botho zu Eulenburg został premierem Prus.
- 1895:
  - Antonio Cánovas del Castillo został po raz szósty premierem Hiszpanii.
  - Manchester City odniósł najwyższe ligowe zwycięstwo w swej historii, pokonując Lincoln City 11:3
- 1903 – Bracia Wright złożyli wniosek o przyznanie patentu na ich sposób sterowania maszynami latającymi.
- 1908 – Niemiecki astronom Max Wolf odkrył planetoidę (659) Nestor.
- 1911:
  - U wybrzeża Queensland zatonął podczas cyklonu australijski statek pasażersko-towarowy SS „Yongala“ wraz ze 122 osobami na pokładzie.
  - W londyńskiej Royal Albert Hall po raz pierwszy wykonano The March of the Women, skomponowany przez Ethel Smyth hymn ruchu brytyjskich sufrażystek.
- 1918 – Powstała Dońska Republika Radziecka.
- 1919 – Benito Mussolini założył faszystowską organizację Związki Kombatanckie.
- 1925 – W USA stan Tennessee wprowadził ustawę zakazującą nauczania teorii ewolucji, czego konsekwencją był m.in. małpi proces[4].
- 1926 – Powstała irlandzka republikańska partia polityczna Fianna Fáil.
- 1931 – Józef Piłsudski zakończył trzymiesięczny wypoczynek na portugalskiej Maderze.
- 1933:
  - Belgijski astronom Sylvain Arend odkrył planetoidę (1263) Varsavia.
  - Reichstag przyjął tzw. ustawę o pełnomocnictwach (jęz. niem. Ermächtigungsgesetz), oznaczającej w praktyce przekazanie Adolfowi Hitlerowi pełni władzy, gdyż przyznawała ona jego rządowi prawo uchwalania ustaw bez zgody Reichstagu.
- 1937 – Hiszpańska wojna domowa: zwycięstwo wojsk republikańskich w bitwie pod Guadalajarą (8–23 marca).
- 1939 – Wybuchła wojna węgiersko-słowacka.
- 1940 – Liga Muzułmańska przyjęła rezolucję z Lahore, która doprowadziła w 1947 roku do powstania Pakistanu.
- 1941 – Bitwa o Atlantyk: na południowy wschód od Islandii brytyjski trawler HMT „Visenda” zatopił bombami głębinowymi niemiecki okręt podwodny U-551 wraz z całą, 45-osobową załogą.
- 1942:
  - Adolf Hitler wydał dyrektywę o rozpoczęciu budowy Wału Atlantyckiego.
  - Wojska japońskie dokonały inwazji na Andamany w Zatoce Bengalskiej.
- 1943 – Na Islandii otwarto zbudowany przez armię amerykańską Port lotniczy Keflavík
- 1944 – 33 żołnierzy SS zginęło w wyniku ataku partyzantów w Rzymie. Następnego dnia Niemcy w odwecie rozstrzelali w kamieniołomach pod miastem 335 cywilów.
- 1945 – Front zachodni: wojska alianckie rozpoczęły forsowanie Renu.
- 1948 – Wojna domowa w Mandacie Palestyny: w mieście Naharijja Arabowie rozbili żydowski konwój z zaopatrzeniem dla kibucu Jechi’am, w wyniku czego zginęło 47 osób.
- 1949:
  - I wojna izraelsko-arabska: zawarto porozumienie o zawieszeniu broni między Izraelem a Libanem.
  - Brytyjski parlament uchwalił Akt nowofundlandzki, który potwierdził warunki unii pomiędzy odrębnymi dotychczas dominiami Kanady i Nowej Fundlandii.
- 1950:
  - Odbyła się 22. ceremonia wręczenia Oscarów.
  - Powstała Światowa Organizacja Meteorologiczna (WMO).
- 1951 – Odsłonięto Pomnik założycieli miasta Tel Awiw.
- 1956:
  - Pakistan, jako pierwszy kraj islamski, został proklamowany republiką.
  - Ukazał się debiutancki album Elvisa Presleya pt. Elvis Presley.
- 1958 – Otwarto Synagogę Pokoju w Strasburgu.
- 1960 – Przywódca ZSRR Nikita Chruszczow rozpoczął 10-dniową oficjalną wizytę we Francji.
- 1961:
  - W Leningradzie odbyła się prapremiera baletu Legenda o miłości z choreografią Jurija Grigorowicza, librettem Nâzıma Hikmeta i muzyką Arifa Melikowa.
  - W ostatnim dniu 10-dniowego testu w komorze wypełnionej tlenem, która miała symulować warunki panujące wewnątrz statku kosmicznego, kandydat na kosmonautę porucznik pilot Walentin Bondarienko w wyniku nieuwagi upuścił nasączony spirytusem wacik na rozgrzaną płytę kuchenki elektrycznej, na której przyrządzał posiłki, w wyniku czego wybychł gwałtowny pożar. Ciężko poparzony Bondarienko zmarł tego samego dnia w szpitalu w Moskwie.
- 1963 – W Londynie odbył się 8. Konkurs Piosenki Eurowizji.
- 1965 – Rozpoczęła się amerykańska załogowa misja kosmiczna Gemini 3.
- 1976 – Wszedł w życie Międzynarodowy pakt praw obywatelskich i politycznych.
- 1978 – Do południowego Libanu przybyły pierwsze oddziały ONZ-owskiej misji pokojowej UNIFIL.
- 1979 – Félix Malloum ustąpił ze stanowiska prezydenta Czadu. Tymczasowym prezydentem został Goukouni Oueddei.
- 1980 – We Włoszech wybuchła afera Totonero związana z handlem meczami w piłkarskich ligach Serie A i Serie B.
- 1982 – W wyniku puczu wojskowego został odsunięty od władzy prezydent Gwatemali Fernando Romeo Lucas García, którego zastąpił emerytowany generał Efraín Ríos Montt.
- 1983 – Prezydent USA Ronald Reagan ogłosił w orędziu telewizyjnym zainicjowanie tzw. programu „Gwiezdnych wojen”.
- 1984 – Premiera komedii filmowej Akademia Policyjna w reżyserii Hugh Wilsona.
- 1987:
  - Amerykańska stacja CBS wyemitowała premierowy odcinek serialu Moda na sukces.
  - Willy Brandt ustąpił z funkcji przewodniczącego Socjaldemokratycznej Partii Niemiec (SPD).
- 1988:
  - Rząd Nikaragui i antykomunistyczna organizacja partyzancka Contras zawarły w Sapoa zawieszenie broni w wojnie domowej.
  - Zbigniew Boniek po raz ostatni (80.) wystąpił w piłkarskiej reprezentacji Polski w zremisowanym 1:1 towarzyskim meczu z Irlandią Północną w Belfaście.
- 1989 – Stanley Pons z University of Utah i Martin Fleischmann z University of Southampton ogłosili, że wynaleźli prostą metodę wykonania zimnej fuzji atomów deuteru, poprzez elektrolizę ciężkiej wody z użyciem porowatej elektrody palladowej.
- 1990 – Premiera filmu Pretty Woman w reżyserii Garry’ego Marshalla.
- 1994:
  - 75 osób zginęło w katastrofie rosyjskiego Airbusa A310 na Syberii.
  - Kandydat rządzącej Partii Rewolucyjno-Instytucjonalnej na prezydenta Meksyku Luis Colosio został zamordowany w Tijuanie przez 23-letniego Mario Aburto Martíneza.
- 1996 – Urzędujący prezydent Lee Teng-hui wygrał pierwsze bezpośrednie wybory prezydenckie na Tajwanie.
- 1998:
  - Film Titanic Jamesa Camerona zdobył 11 statuetek podczas 70. ceremonii wręczenia Oscarów.
  - Prezydent Rosji Borys Jelcyn zdymisjonował premiera Wiktora Czernomyrdina. Nowym premierem został Siergiej Kirijenko.
- 2000 – Papież Jan Paweł II odprawił mszę św. w Wieczerniku w Jerozolimie.
- 2001 – Rosyjska stacja kosmiczna Mir spłonęła w atmosferze nad Pacyfikiem.
- 2003:
  - II wojna w Zatoce Perskiej: rozpoczęła się bitwa pod Nasirijją.
  - Odbyła się 75. ceremonia wręczenia Oscarów.
  - W podwójnym referendum zatwierdzono członkostwo Słowenii w Unii Europejskiej i NATO.
  - W wyniku referendum w Czeczenii została przyjęta konstytucja zaproponowana przez władze rosyjskie.
- 2004 – Lawrence Gonzi został premierem Malty.
- 2005 – W wyniku eksplozji w rafinerii BP w amerykańskim Texas City zginęło 15 osób, a 170 zostało rannych.
- 2007:
  - Irańska marynarka wojenna pojmała 15 brytyjskich marynarzy z fregaty HMS „Cornwall”, patrolującej irackie wody Zatoki Perskiej.
  - Wicepremier Iraku sunnita Salam Zikam Ali az-Zauba’i został ciężko ranny w zamachu samobójczym w Bagdadzie.
  - W stolicy Demokratycznej Republiki Konga Kinszasie w walkach pomiędzy wojskiem a sympatykami kandydata opozycji w wyborach prezydenckich Jean-Pierre’a Bemby zginęło około 500 osób[5].
- 2009:
  - 14 osób zginęło w katastrofie samolotu Pilatus PC-12 w Butte w amerykańskim stanie Montana.
  - Strona rządowa i rebelianci z Narodowego Kongresu Obrony Ludu zawarli porozumienie kończące 5-letni konflikt w prowincji Kiwu w Demokratycznej Republice Konga.
  - W katastrofie należącego do przedsiębiorstwa FedEx samolotu transportowego McDonnell Douglas MD-11F podczas podchodzenia do lądowania w porcie lotniczym Narita pod Tokio zginęło dwóch pilotów.
- 2012 – Nicolae Timofti został zaprzysiężony na urząd prezydenta Mołdawii.
- 2014 – Kamil Stoch zwyciężył w klasyfikacji generalnej Pucharu Świata w skokach narciarskich.
- 2017 – Wybuchł pożar największego ukraińskiego składu amunicji w pobliżu miasta Bałaklija w obwodzie charkowskim.
- 2018 – 25-letni marokański terrorysta Redouane Lakdim zastrzelił 4 i zranił 15 osób w miejscowościach Carcassonne i Trèbes na południu Francji, po czym zginął w strzelaninie z policją.
- 2020 – Wikipedia ukraińskojęzyczna osiągnęła milion artykułów.
- 2021 – Kontenerowiec „Ever Given” osiadł na mieliźnie w Kanale Sueskim, blokując go całkowicie przez 6 dni.
- 2022 –  48 osób zginęło (w tym członkini parlamentu Amina Mohamed Abdi), a 105 zostało rannych w dwóch zamachach terrorystycznych w Beledweyne w środkowej Somalii.

## Urodzili się
- 603 – (lub 26 marca) K’inich Janaab’ Pakal, władca państwa-miasta Majów Palenque (zm. 683)
- 1187 – Piotr I, portugalski książę, hrabia Urgell (zm. 1258)
- 1430 – Małgorzata Andegaweńska, królowa Anglii (zm. 1482)
- 1523 – Vincenzo Lauro, włoski duchowny katolicki, biskup Mondovì, nuncjusz apostolski, kardynał (zm. 1592)
- 1599 – Thomas Selle, niemiecki kompozytor (zm. 1663)
- 1604 – Girolamo Colonna, włoski duchowny katolicki, arcybiskup Bolonii, kardynał (zm. 1666)
- 1609:
  - (data chrztu) Giovanni Benedetto Castiglione, włoski malarz, rysownik (zm. 1664)
  - Johann Heinrich Schönfeld, niemiecki malarz, rytownik (zm. 1683)
- 1615 – Ferrante Pallavicino, włoski pisarz (zm. 1644)
- 1643 – María de León Bello y Delgado, hiszpańska dominikanka, mistyczka (zm. 1731)
- 1661 – Franz Ludwig von Zinzendorf, austriacki generał, dyplomata (zm. 1742)
- 1669 – Johann Wenzel von Gallas, austriacki hrabia, dyplomata (zm. 1719)
- 1680 – Juan Ramírez Mejandre, hiszpański rzeźbiarz (zm. 1739)
- 1699 – John Bartram, amerykański botanik (zm. 1777)
- 1703 – Cajsa Warg, szwedzka autorka książek kucharskich (zm. 1769)
- 1707 – Henry Scudamore, brytyjski arystokrata, polityk (zm. 1745)
- 1732 – Maria Adelajda Burbon, francuska księżniczka (zm. 1800)
- 1742 – Pierre François Sauret, francuski generał, polityk (zm. 1818)
- 1749 – Pierre-Simon de Laplace, francuski arystokrata, polityk, matematyk, fizyk teoretyczny i doświadczalny, astronom, geodeta, wykładowca akademicki (zm. 1827)
- 1750 – Johannes Matthias Sperger, austriacki kompozytor, kontrabasista (zm. 1812)
- 1752 – Friedrich Wilhelm von Reden, niemiecki hrabia, polityk (zm. 1815)
- 1754 – Jurij Vega, słoweński matematyk, fizyk, oficer artylerii (zm. 1802)
- 1763 – Fiodor Rostopczyn, rosyjski hrabia, polityk (zm. 1826)
- 1769 – William Smith, brytyjski inżynier, geolog (zm. 1839)
- 1777 – Karl Ludwig von Ficquelmont, austriacki wojskowy, dyplomata, polityk, premier Cesarstwa Austriackiego (zm. 1857)
- 1791 – Stanisław Chołoniewski, polski hrabia, kaznodzieja, publicysta, pisarz (zm. 1846)
- 1795 – Bernt Michael Holmboe, norweski matematyk, wykładowca akademicki (zm. 1850)
- 1796 – Wawrzyniec Imbert, francuski duchowny katolicki, biskup, misjonarz, męczennik, święty (zm. 1839)
- 1799 – Anders Edvard Ramsay, rosyjski dowódca wojskowy pochodzenia szwedzkiego (zm. 1877)
- 1806 – Friedrich Beschorner, niemiecki lekarz psychiatra, botanik amator, tajny radca sanitarny (zm. 1873)
- 1809 – Hippolyte Flandrin, francuski malarz (zm. 1864)
- 1811:
  - Ruggero Luigi Emidio Antici Mattei, włoski duchowny katolicki, łaciński patriarcha Konstantynopola, kardynał (zm. 1883)
  - Wilhelm Taubert, niemiecki kompozytor, dyrygent (zm. 1891)
- 1813:
  - Cezar Bolliac, rumuński poeta, dziennikarz, archeolog (zm. 1881)
  - Aleksander Guttry, polski ziemianin, działacz gospodarczy, polityk (zm. 1891)
- 1814 – Gertrudis Gómez de Avellaneda, hiszpańska pisarka pochodzenia kubańskiego (zm. 1873)
- 1818:
  - Don Carlos Buell, amerykański generał-major (zm. 1898)
  - Józef Kapuściński, polski działacz niepodległościowy (zm. 1847)
  - Jakub Józef Stanowski, polski weterynarz, działacz niepodległościowy (zm. 1889)
- 1820 – William Greenwell, brytyjski archeolog (zm. 1918)
- 1822 – (lub 8 marca) Ignacy Łukasiewicz, polski farmaceuta, wynalazca, przedsiębiorca, pionier przemysłu naftowego (zm. 1882)
- 1823:
  - Schuyler Colfax, amerykański polityk, wiceprezydent USA (zm. 1885)
  - James Rogers, brytyjski ekonomista, historyk, polityk (zm. 1890)
  - August Wittig, niemiecki rzeźbiarz (zm. 1893)
- 1824:
  - Luciano Manara, włoski patriota (zm. 1849)
  - Zygmunt Miłkowski, polski pisarz, publicysta, działacz niepodległościowy (zm. 1915)
- 1825 – Theodor Bilharz, niemiecki lekarz, przyrodnik (zm. 1862)
- 1826 – Ludwig Minkus, austriacki kompozytor, dyrygent, pedagog (zm. 1917)
- 1829 – Norman Robert Pogson, brytyjski astronom (zm. 1891)
- 1830:
  - Władysław Miller, polski śpiewak operowy (bas) (zm. 1896)
  - Piotr Szawernowski, rosyjski generał-lejtnant marynarki wojennej pochodzenia polskiego (zm. 1896)
- 1831:
  - Salomea Palińska, polska aktorka pochodzenia żydowskiego (zm. 1873)
  - Wilhelm Sauer, niemiecki organmistrz (zm. 1916)
- 1833 – Carl Westphal, niemiecki neurolog, psychiatra, wykładowca akademicki (zm. 1890)
- 1834:
  - Ernst Bosch, niemiecki malarz (zm. 1917)
  - Rudolf Schwarz, polski kupiec, muzyk, pedagog pochodzenia niemieckiego (zm. 1899)
- 1835 – Antonio Sabatucci, włoski duchowny katolicki, arcybiskup, nuncjusz apostolski (zm. 1920)
- 1839 – Alfons Maria Fusco, włoski duchowny katolicki, święty (zm. 1910)
- 1843 – Julijan Cełewycz, ukraiński historyk, pedagog (zm. 1892)
- 1844 – Eugène Gigout, francuski organista, kompozytor (zm. 1925)
- 1847 – Karl Heinisch, niemiecki malarz (zm. 1923)
- 1848 – Józef Bieliński, polski lekarz, pisarz (zm. 1926)
- 1851 – Wanda Bogdani, polska śpiewaczka operowa (sopran) (zm. 1888)
- 1854 – Alfred Milner, brytyjski arystokrata, polityk, administrator kolonialny (zm. 1925)
- 1855:
  - Wasilij Kurczinski, rosyjski fizjolog, wykładowca akademicki (zm. 1919)
  - Ludwig Schneider, niemiecki architekt (zm. 1943)
  - Adolf Wermuth, niemiecki prawnik, urzędnik, polityk, burmistrz Berlina (zm. 1927)
- 1857:
  - Alphonse Osbert, francuski malarz (zm. 1939)
  - Teodor Talowski, polski architekt, malarz (zm. 1910)
- 1858:
  - Thomas Francis Kennedy, amerykański duchowny katolicki, arcybiskup, rektor Papieskiego Kolegium Północnoamerykańskiego w Rzymie (zm. 1917)
  - Ludwig Quidde, niemiecki historyk, publicysta, pacyfista, laureat Pokojowej Nagrody Nobla (zm. 1941)
  - Antoni Wilczkiewicz, polski duchowny katolicki, polityk (zm. 1928)
- 1860 – Jan Kleski, polski ziemianin, prawnik, polityk, poseł na Sejm Ustawodawczy (zm. 1934)
- 1861 – Francis Bourne, brytyjski duchowny katolicki, arcybiskup Westminsteru, prymas Anglii i Walii, kardynał (zm. 1935)
- 1862:
  - Alfred Dührssen, niemiecki ginekolog-położnik (zm. 1933)
  - Józef Galant, polski lekarz, działacz społeczny, poeta (zm. 1905)
  - Bolesław Markowski, polski prawnik, ekonomista, polityk (zm. 1936)
- 1864 – Sándor Simonyi-Semadam, węgierski polityk, premier Węgier (zm. 1946)
- 1865:
  - Paul Hymans, belgijski polityk (zm. 1941)
  - Zachariasz (Łobow), rosyjski biskup prawosławny, święty nowomęczennik (zm. 1937)
- 1866 – Ferdinand Lepcke, niemiecki rzeźbiarz (zm. 1909)
- 1868 – Dietrich Eckart, niemiecki pisarz, dziennikarz, polityk nazistowski (zm. 1923)
- 1869:
  - Emilio Aguinaldo, filipiński działacz niepodległościowy, polityk, pierwszy prezydent Filipin (zm. 1964)
  - Calouste Gulbenkian, ormiański przedsiębiorca, kolekcjoner, filantrop (zm. 1955)
  - Leopold Pilichowski, polski malarz pochodzenia żydowskiego (zm. 1934)
- 1871 – Theodor Wotschke, niemiecki historyk protestantyzmu, filozof, teolog ewangelicki, pedagog (zm. 1939)
- 1872 – Michael Savage, nowozelandzki polityk, premier Nowej Zelandii (zm. 1940)
- 1873:
  - Sahachirō Hata, japoński bakteriolog (zm. 1938)
  - Maria Przybyłko-Potocka, polska aktorka, reżyserka, dyrektorka teatru (zm. 1944)
- 1874:
  - Witold Eichler, polski lekarz, entomolog (zm. 1960)
  - Grantley Goulding, brytyjski lekkoatleta, płotkarz (zm. 1947)
  - Ludwik Hammerling, polski ziemianin, przedsiębiorca, polityk, senator RP (zm. 1935)
  - Zygmunt Klemensiewicz, polski lekarz, polityk, poseł na Sejm Ustawodawczy i senator RP (zm. 1948)
- 1875 – Franciszek Dionizy Wilkoszewski, polski dziennikarz, wydawca (zm. 1941)
- 1878:
  - Hipolit Gliwic, polski ekonomista, inżynier górnik, polityk (zm. 1943)
  - Roman Hubczenko, polski aktor (zm. 1958)
- 1879:
  - Émile Champion, francuski lekkoatleta, maratończyk (zm. 1921)
  - Józef Kiedroń, polski polityk, minister przemysłu i handlu (zm. 1932)
- 1881:
  - Roger Martin du Gard, francuski pisarz (zm. 1958)
  - Hermann Staudinger, niemiecki chemik, wykładowca akademicki, laureat Nagrody Nobla (zm. 1965)
  - Ireneusz Wierzejewski, polski ortopeda (zm. 1930)
- 1882:
  - Miron Kantor, polski lekarz wojskowy, chirurg (zm. 1940)
  - Emmy Noether, niemiecka matematyk (zm. 1935)
- 1884 – Joseph Boxhall, brytyjski marynarz (zm. 1967)
- 1886 – Emil Fey, austriacki wojskowy, polityk (zm. 1938)
- 1887:
  - Juan Gris, hiszpański malarz (zm. 1927)
  - Feliks Jusupow, rosyjski książę (zm. 1967)
- 1890:
  - Frederick Hibbins, brytyjski lekkoatleta, długodystansowiec (zm. 1969)
  - Emánuel Aladár Korompay, węgierski kapitan administracji WP, tłumacz, wykładowca akademicki (zm. 1940)
- 1891 – Jerzy Hoppen, polski malarz, grafik, pedagog, historyk sztuki, konserwator (zm. 1969)
- 1892:
  - Matylda Chorzelska, polska działaczka niepodległościowa, farmaceutka (zm. 1943)
  - Otton Laskowski, polski major, historyk wojskowości (zm. 1953)
  - Walter Krüger, niemiecki generał (zm. 1973)
  - Lev Prchala, czeski generał (zm. 1963)
  - Antoni Marian Rusiecki, polski matematyk, wykładowca akademicki (zm. 1956)
- 1893:
  - Cedric Gibbons, amerykański scenograf filmowy pochodzenia irlandzkiego (zm. 1960)
  - Władimir Iwanow, radziecki polityk (zm. 1938)
  - Johnny Wilson, amerykański bokser (zm. 1985)
- 1896 – Kazimierz Wilamowski, polski aktor (zm. 1978)
- 1897 – Bronisław Noël, polski generał brygady (zm. 1979)
- 1899:
  - Dora Gerson, niemiecka aktorka pochodzenia żydowskiego (zm. 1943)
  - Jan Kurzątkowski, polski projektant (zm. 1975)
- 1900:
  - Jurgis Dobkevičius, litewski pilot, konstruktor lotniczy (zm. 1926)
  - Hasan Fathi, egipski architekt (zm. 1989)
  - Erich Fromm, niemiecki filozof, socjolog, psycholog, psychoanalityk, wykładowca akademicki pochodzenia żydowskiego (zm. 1980)
  - Augustyna Pena Rodríguez, hiszpańska zakonnica, męczennica, błogosławiona (zm. 1936)
- 1902:
  - Józef Cebula, polski duchowny katolicki, męczennik, błogosławiony (zm. 1941)
  - Zbysław Ciołkosz, polski konstruktor lotniczy (zm. 1960)
  - Mark Gorbaczow, radziecki polityk (zm. 1964)
- 1903:
  - Grigorij Gamburcew, radziecki geofizyk, sejsmolog (zm. 1955)
  - Zdzisław Karczewski, polski aktor, reżyser teatralny (zm. 1970)
- 1904:
  - Germán Busch, boliwijski wojskowy, polityk, prezydent Boliwii pochodzenia niemieckiego (zm. 1939)
  - Joan Crawford, amerykańska aktorka (zm. 1977)
- 1905:
  - Lale Andersen, niemiecka piosenkarka, autorka tekstów (zm. 1972)
  - Paul Grimault, francuski reżyser filmów animowanych (zm. 1994)
- 1906:
  - Frank Haubold, amerykański gimnastyk (zm. 1985)
  - Guglielmo Segato, włoski kolarz szosowy (zm. 1979)
- 1907:
  - Douglas Jay, brytyjski dziennikarz, polityk (zm. 1996)
  - Józef Tusk, polski marynarz, urzędnik kolejowy, lutnik (zm. 1987)
- 1909:
  - Carlo Agostoni, włoski szpadzista (zm. 1972)
  - Frigyes Kubinyi, węgierski bokser (zm. 1948)
- 1910:
  - Jakob Bender, niemiecki piłkarz (zm. 1981)
  - Jerry Cornes, brytyjski lekkoatleta średniodystansowiec (zm. 2001)
  - Giliante D’Este, włoski wioślarz (zm. 1996)
  - Akira Kurosawa, japoński reżyser, scenarzysta i producent filmowy (zm. 1998)
  - Ernst Nievergelt, szwajcarski kolarz szosowy (zm. 1999)
- 1911:
  - Bogdan Hamera, polski pisarz, dziennikarz (zm. 1974)
  - Friedl Pfeifer, austriacki narciarz alpejski (zm. 1995)
- 1912:
  - Léo Amberg, szwajcarski kolarz szosowy (zm. 1999)
  - Wernher von Braun, niemiecki konstruktor rakiet (zm. 1977)
  - Roman Pisarski, polski pisarz, autor książek dla dzieci, nauczyciel (zm. 1969)
  - Alfred Schwarzmann, niemiecki gimnastyk (zm. 2000)
  - Jeff York, amerykański aktor (zm. 1995)
- 1913:
  - Heinz Linge, niemiecki oficer SS, kamerdyner Adolfa Hitlera (zm. 1980)
  - Gustav Sjöberg, szwedzki piłkarz, bramkarz, trener (zm. 2003)
- 1914 – Max Stiepl, austriacki łyżwiarz szybki (zm. 1992)
- 1915:
  - Michał Szopski, polski śpiewak operowy (tenor) (zm. 2011)
  - Wasilij Zajcew, radziecki kapitan, snajper (zm. 1991)
- 1916:
  - Hanna Orthwein, polska ceramiczka, projektantka przemysłowa (zm. 1968)
  - Harkishan Singh Surjeet, indyjski polityk komunistyczny (zm. 2008)
- 1917 – Wacław Kuchnio, polski podporucznik, żołnierz AK (zm. 1948)
- 1919:
  - Anatolij Gribkow, radziecki generał, polityk (zm. 2008)
  - Tarsycja Maćkiw, ukraińska zakonnica greckokatolicka, męczennica, błogosławiona (zm. 1944)
- 1920:
  - Franciszek Dąbal, polski polityk, działacz ruchu ludowego, poseł na Sejm PRL (zm. 1989)
  - Czesław Mroczek, polski aktor (zm. 2012)
  - Neal Edward Smith, amerykański polityk (zm. 2021)
  - Roza Tamarkina, rosyjska pianistka, pedagog (zm. 1950)
- 1921:
  - Donald Campbell, brytyjski kierowca wyścigowy (zm. 1967)
  - Bargil Pixner, włoski benedyktyn, biblista, archeolog pochodzenia niemieckiego (zm. 2002)
- 1922:
  - Marty Allen, amerykański aktor, komik (zm. 2018)
  - Henryk Gaertner, polski lekarz, internista, historyk (zm. 2020)
  - Werner Lang, niemiecki inżynier (zm. 2013)
- 1923:
  - Karol Grünberg, polski historyk wykładowca akademicki  (zm. 2012)
  - László Lóránd, węgierski biochemik, wykładowca akademicki  (zm. 2018)
  - Gunnar Nilsson, szwedzki bokser (zm. 2005)
  - Nina Novak, polska primabalerina, choreograf, dyrektor baletu (zm. 2022)
- 1924:
  - Zofia Engiel, polska lekarka, logopeda (zm. 2008)
  - Władysław Gawlik, polski historyk, polityk, poseł na Sejm PRL (zm. 2007)
  - Zbigniew Pakalski, polski inżynier budownictwa (zm. 2011)
  - Wiesław Wojciechowski, polski generał dywizji (zm. 2006)
- 1925:
  - Július Andráši, słowacki wspinacz (zm. 1995)
  - David Watkin, brytyjski operator filmowy (zm. 2008)
- 1926
  - Arcził Gomiaszwili, gruziński aktor (zm. 2005)
  - Giovanni Starita, włoski związkowiec, samorządowiec, polityk, eurodeputowany (zm. 2019)
- 1927:
  - Gábor Benedek, węgierski pięcioboista nowoczesny
  - Mato Damjanović, chorwacki szachista (zm. 2011)
  - Stanisław Mikos, polski historyk, profesor nauk humanistycznych (zm. 2006)
  - Paul Walther, amerykański koszykarz (zm. 2014)
- 1928:
  - Józef Kubicki, polski chemik, wykładowca akademicki (zm. 2011)
  - Zygmunt Pikulski, polski pisarz, felietonista, dziennikarz (zm. 2007)
- 1929:
  - Roger Bannister, brytyjski lekkoatleta, średniodystansowiec, neurolog (zm. 2018)
  - Albert Crews, amerykański wojskowy, pułkownik United States Air Force, astronauta (zm. 2025)
  - Rafael Czimiszkiani, gruziński sztangista (zm. 2022)
  - Zdzisław Ilczuk, polski mikrobiolog, wykładowca akademicki (zm. 2011)
  - Alicja Maciejowska, polska dziennikarka radiowa, reportażystka, dokumentalistka (zm. 2016)
- 1930:
  - Zygmunt Hübner, polski aktor, reżyser, publicysta, pedagog (zm. 1989)
  - Joseph Michael Sullivan, amerykański duchowny katolicki, biskup pomocniczy Brooklynu (zm. 2013)
  - Frank Swaelen, belgijski i flamandzki prawnik, samorządowiec, polityk (zm. 2007)
- 1931:
  - Clóvis Frainer, brazylijski duchowny katolicki, biskup prałatury terytorialnej Coxim, arcybiskup Manaus i Juiz de Fora (zm. 2017)
  - Jewgienij Griszyn, rosyjski łyżwiarz szybki (zm. 2005)
  - Boris Guriewicz, rosyjski zapaśnik (zm. 1995)
  - Alfred Kaftal, polski prawnik, wykładowca akademicki (zm. 1995)
  - Wiktor Korcznoj, radziecki i szwajcarski szachista (zm. 2016)
  - Jerzy Krzysztoń, polski prozaik, dramaturg, reportażysta, tłumacz, scenarzysta (zm. 1982)
  - Joseph Mewis, belgijski zapaśnik (zm. 2025)
  - Jewdokija Miekszyło, rosyjska biegaczka narciarska (zm. 2013)
- 1932:
  - Henryk Loska, polski działacz sportowy (zm. 2016)
  - Andrzej Tomecki, polski aktor (zm. 2022)
- 1933:
  - Brian Barnes, australijski duchowny katolicki, biskup Aitape, arcybiskup Port Moresby (zm. 2017)
  - Anna Fendi, włoska projektantka mody
  - Alicja Korcz, polska entomolog
  - Andrzej Trzaskowski, polski pianista, dyrygent, kompozytor, muzykolog, pedagog, krytyk muzyczny (zm. 1998)
  - Philip Zimbardo, amerykański psycholog społeczny (zm. 2024)
- 1934 – William Dellinger, amerykański lekkoatleta, długodystansowiec (zm. 2025)
- 1935 – Hans Lenk, niemiecki wioślarz (zm. 2024)
- 1936:
  - Ryszard Dudek, polski dyrygent, pedagog (zm. 2011)
  - Arne Karlsson, szwedzki żeglarz sportowy
  - Bruce Kessler, amerykański kierowca wyścigowy (zm. 2024)
  - Sergio Kleiner, argentyński aktor pochodzenia żydowskiego
- 1937:
  - Tony Burton, amerykański aktor (zm. 2016)
  - Paweł Deresz, polski dziennikarz
  - Robert Gallo, amerykański wirusolog
  - Władimir Liberzon, izraelski szachista (zm. 1996)
  - José Luis Veloso, hiszpański piłkarz (zm. 2019)
  - Per-Olav Wiken, norweski żeglarz sportowy (zm. 2011)
- 1938:
  - Stefano Tatai, włoski szachista (zm. 2017)
  - Alojzy Twardecki, polski pisarz, tłumacz (zm. 2016)
  - Józef Zych, polski polityk, marszałek Sejmu RP
- 1939:
  - Robin Herd, brytyjski inżynier, projektant, przedsiębiorca (zm. 2019)
  - Matti Laakso, fiński zapaśnik (zm. 2020)
  - Terry Paine, angielski piłkarz
- 1940:
  - Michel Hansenne, belgijski polityk
  - Ferdynand Rymarz, polski prawnik, sędzia TK, przewodniczący PKW
- 1941:
  - Nelly Olin, francuska polityk, minister środowiska i zrównoważonego rozwoju (zm. 2017)
  - Józef Skowyra, polski polityk, poseł na Sejm RP (zm. 2022)
- 1942:
  - Ama Ata Aidoo, ghańska pisarka, dramatopisarka, poetka (zm. 2023)
  - Sybilla Dekker, holenderska działaczka gospodarcza, polityk
  - Klaus Glahn, niemiecki judoka
  - Michael Haneke, austriacki reżyser i scenarzysta filmowy
  - Jewgienij Łapinski, radziecki siatkarz (zm. 1999)
  - Arne Robertsson, szwedzki zapaśnik (zm. 1991)
  - Walter Rodney, gujański historyk, nauczyciel akademicki, polityk (zm. 1980)
  - Braulio Sáez Garcia, hiszpański duchowny katolicki, biskup pomocniczy Santa Cruz de la Sierra
  - Dżalal Talebi, irański piłkarz, trener
- 1943:
  - Winston Groom, amerykański pisarz (zm. 2020)
  - John Baptist Kaggwa, ugandyjski duchowny katolicki, biskup Masaki (zm. 2021)
  - Leszek Lejczyk, polski hokeista, trener
  - Krzysztof Pruszkowski, polski artysta fotografik, architekt
  - Aleksejs Vidavskis, łotewski polityk, samorządowiec, burmistrz Dyneburga (zm. 2020)
- 1944:
  - Tony McPhee, brytyjski gitarzysta bluesowy, założyciel zespołu The Groundhogs (zm. 2023)
  - Michael Nyman, brytyjski kompozytor
  - Ric Ocasek, amerykański wokalista, gitarzysta, członek zespołu The Cars (zm. 2019)
  - Pierre-Antoine Paulo, haitański duchowny katolicki, biskup Port-de-Paix (zm. 2021)
  - George Scott, amerykański baseballista (zm. 2013)
- 1945:
  - Franco Battiato, włoski piosenkarz, malarz, reżyser (zm. 2021)
  - Eric De Vlaeminck, belgijski kolarz przełajowy i szosowy (zm. 2015)
  - Arkady Radosław Fiedler, polski muzealnik, samorządowiec, polityk, poseł na Sejm RP
  - Antoni Krupa, polski muzyk, kompozytor, dziennikarz, publicysta (zm. 2024)
  - Francis Xavier Yu Soo-il, południowokoreański duchowny katolicki, franciszkanin, ordynariusz polowy (zm. 2025)
- 1946:
  - Verner Blaudzun, duński kolarz szosowy
  - Pepe Lienhard, szwajcarski piosenkarz
  - Jacek Mikuła, polski pianista, kompozytor, aranżer
  - Jan B. Poulsen, duński piłkarz, trener
  - Barbara Rhoades, amerykańska aktorka
  - Jerzy Synowiec, polski ekonomista, polityk, poseł na Sejm RP
  - Gianfranco Todisco, włoski duchowny katolicki, biskup Melfi-Rapolla-Venosa
- 1947:
  - Mirketa Çobani, albańska aktorka
  - Louis Alphonse Koyagialo, kongijski polityk, p.o. premiera Demokratycznej Republiki Konga (zm. 2014)
  - Ryszard Misiek, polski muzyk jazzowy (zm. 2010)
  - Wałerij Słatenko, ukraiński trener piłkarski (zm. 2024)
- 1948:
  - Claudio Báez, meksykański aktor (zm. 2017)
  - Bogusław Ciesielski, polski samorządowiec, prezydent Kielc
  - Helga Hirsch, niemiecka dziennikarka, publicystka
  - Wojciech Kaczmarek, polski żużlowiec (zm. 2016)
  - Penelope Milford, amerykańska aktorka
  - David Olney, amerykański poeta, piosenkarz i muzyk folkowy (zm. 2020)
  - Hienadź Paszkou, białoruski poeta, publicysta, komunista
- 1949:
  - Aslaug Dahl, norweska biegaczka narciarska
  - Andrzej Drużkowski, polski trener piłki ręcznej
  - Trevor Jones, południowoafrykański kompozytor muzyki filmowej
  - Agung Laksono, indonezyjski polityk
  - Marek Weiss-Grzesiński, polski reżyser teatralny i operowy
  - Alina Żórawska-Witkowska, polska muzykolog, profesor nauk humanistycznych
- 1950:
  - Corinne Cléry, francuska aktorka
  - Alessandra Orselli, włoska lekkoatletka, sprinterka
  - Peter Simons, brytyjski filozof, wykładowca akademicki
  - Henryk Wojtynek, polski hokeista, bramkarz, trener
- 1951:
  - Michel Aupetit, francuski duchowny katolicki, arcybiskup metropolita Paryża
  - Vinci Clodumar, naurański prawnik, dyplomata, polityk
  - Konstantyn (Gorianow), rosyjski biskup prawosławny
  - Ron Jaworski, amerykański futbolista pochodzenia polskiego
  - Bernd Landvoigt, niemiecki wioślarz
  - Jörg Landvoigt, niemiecki wioślarz
  - Krystyna Mazur, polska bibliotekarka, polityk, poseł na Sejm PRL
  - Marek Miller, polski dziennikarz, reportażysta
  - Benedykt Pszczółkowski, polski rolnik, polityk, senator RP
  - Mieczysław Sajewicz, polski chemik, redaktor naczelny czasopisma naukowego Acta Chromatographica (zm. 2025)
  - Jerzy Samp, polski historyk literatury, pisarz (zm. 2015)
  - Senthil, indyjski aktor
  - Vasko Simoniti, słoweński historyk, wykładowca akademicki, polityk
  - Serafin (Tsujie), japoński biskup prawosławny
  - Jonas Varkala, litewski duchowny katolicki, polityk
- 1952:
  - Peter Louis Cakü, birmański duchowny katolicki, biskup Kengtung (zm. 2020)
  - Sławomir Kryński, polski reżyser i scenarzysta filmowy (zm. 2025)
  - Józef Krzyworzeka, polski zootechnik, samorządowiec, polityk, poseł na Sejm RP
  - Marek Oramus, polski pisarz science fiction, publicysta
  - Rex Tillerson, amerykański biznesmen, polityk
- 1953:
  - Chaka Khan, amerykańska piosenkarka
  - Zbigniew Kulak, polski chirurg, polityk, senator RP dyplomata
  - Danuta Lejman, polska lekkoatletka, sprinterka
  - Ireneusz Niewiarowski, polski polityk, poseł na Sejm RP
  - Anna Nowak, polska naukowiec, muzykolog, profesor
  - Ivica Šurjak, chorwacki piłkarz
- 1954:
  - Magdalena Długosz, polska kompozytorka, pedagog
  - Magdalena Durlik, polska internistka, transplantolog
  - Ryszard Masłowski, polski polityk, wojewoda małopolski
- 1955:
  - Carole Ashby, brytyjska aktorka
  - Abel Gabuza, południowoafrykański duchowny katolicki, biskup Kimberley, arcybiskup koadiutor Durbanu (zm. 2021)
  - Lloyd Jones, nowozelandzki pisarz
  - Bożena Kiełbińska, polska śpiewaczka operowa (sopran)
  - Moses Malone, amerykański koszykarz (zm. 2015)
  - Stepan Senczuk, ukraiński polityk (zm. 2005)
- 1956:
  - José Barroso, portugalski polityk, premier Portugalii i przewodniczący Komisji Europejskiej
  - Herbert Knaup, niemiecki aktor
  - Robert McLachlan, kanadyjski operator filmowy
  - Steven Saylor, amerykański pisarz
  - Tomasz Szczepuła, polski przedsiębiorca, polityk, poseł na Sejm RP
  - Graham Watson, brytyjski polityk
- 1957:
  - Lucio Gutiérrez, ekwadorski wojskowy, polityk, prezydent Ekwadoru
  - Sheila Ingram, amerykańska lekkoatletka, sprinterka (zm. 2020)
  - Amanda Plummer, amerykańska aktorka
- 1958:
  - Etienne De Wilde, belgijski kolarz torowy i szosowy
  - Steve Fraser, amerykański zapaśnik
  - Jan Ryszard Garlicki, polski politolog
  - Pekka Haavisto, fiński polityk
  - Mauro Maria Morfino, włoski duchowny katolicki, biskup Alghero-Bosa
  - Andrzej Olborski, polski samorządowiec, wicemarszałek województwa lubelskiego
  - Zoltán Péter, węgierski piłkarz
  - Dirk Stahmann, niemiecki piłkarz
- 1959:
  - Piotr Galiński, polski choreograf
  - Catherine Keener, amerykańska aktorka
  - Hanna Zdanowska, polska polityk, działaczka samorządowa, prezydent Łodzi
- 1960:
  - Aleksander Bobko, polski filozof, polityk, senator RP
  - Stanisław Dąbrowa, polski polityk, samorządowiec, wicemarszałek województwa śląskiego
  - Robert Gwiazdowski, polski prawnik, adwokat, wykładowca akademicki, komentator gospodarczy i polityczny
  - Giorgio Lingua, włoski duchowny katolicki, arcybiskup, nuncjusz apostolski
  - Grażyna Michalska, polska aktorka
  - Andrzej Pruszkowski, polski polityk, samorządowiec, prezydent Lublina
  - Robertas Žulpa, litewski pływak (zm. 2024)
- 1961:
  - Eivind Aarset, norweski muzyk jazzowy
  - Tomás Saldaña, hiszpański kierowca wyścigowy
  - Jorge Solórzano Pérez, nikaraguański duchowny katolicki, biskup pomocniczy Managui, biskup Matagalpy i Granady
- 1962:
  - Basil al-Asad, syryjski podpułkownik, inżynier, polityk (zm. 1994)
  - Marc Cherry, amerykański scenarzysta, producent filmowy i telewizyjny
  - Janusz Grzyb, polski nauczyciel, samorządowiec, wójt gminy Nadarzyn (zm. 2017)
  - Steve Redgrave, brytyjski wioślarz
- 1963:
  - Jarosław Antoniuk, polski teatrolog, reżyser, autor sztuk dla dzieci i młodzieży
  - Francesco Attolico, włoski piłkarz wodny, bramkarz
  - Míchel, hiszpański piłkarz, trener
  - Ana Fidelia Quirot, kubańska lekkoatletka, biegaczka średniodystansowa
  - Jorge Rinaldi, argentyński piłkarz
  - Peter Schiff, amerykański ekonomista, wykładowca akademicki
  - Piotr Zaremba, polski dziennikarz, publicysta, krytyk teatralny
- 1964:
  - Louis Corriveau, kanadyjski duchowny katolicki, biskup Joliette
  - Hope Davis, amerykańska aktorka
  - Jurij Kraft, ukraiński piłkarz, trener
  - Edward Hiiboro Kussala, południowosudański duchowny katolicki, biskup Tombura-Yambio
  - Tatjana Lebonda, rosyjska lekkoatletka, biegaczka średniodystansowa
  - Andrea Maida, włoski żużlowiec
  - John Mitchell, nowozelandzki rugbysta
  - Manolis Piławow, ukraiński działacz piłkarski, samorządowiec, burmistrz Ługańska, separatysta prorosyjski (zm. 2025)
  - Aleksiej Pogodin, rosyjski hokeista, trener
  - Beata Sawicka, polska polityk, poseł na Sejm RP
  - Neno Terzijski, bułgarski sztangista
  - Scott Withers, australijski judoka
- 1965:
  - Sarah Buxton, amerykańska aktorka
  - Richard Grieco, amerykański aktor, piosenkarz, model
  - Trine Haltvik, norweska piłkarka ręczna, trenerka
  - Aneta Kręglicka, polska modelka, fotomodelka, bizneswoman, zdobywczyni tytułu Miss World
  - Agata Młynarska, polska dziennikarka i prezenterka telewizyjna
- 1966:
  - Michael Anderson, amerykański koszykarz
  - Karin Enström, szwedzka polityk
  - Marin Hinkle, amerykańska aktorka
  - Robert Kurek, polski siatkarz (zm. 2006)
  - Martin Ndongo Ebanga, kameruński bokser (zm. 2024)
  - Alfred Nijhuis, holenderski piłkarz
  - Hubert Urbański, polski prezenter telewizyjny, aktor
- 1967:
  - Jan Bártl, czeski strongman (zm. 2016)
  - Michał Białecki, polski aktor, reżyser i producent filmowy
  - Sergi Gordo Rodríguez, hiszpański duchowny katolicki, biskup pomocniczy Barcelony
  - Jan van Helsing, niemiecki pisarz, podróżnik, wydawca
  - Rafał Kubacki, polski judoka
  - Jarosław Kulczycki, polski dziennikarz i prezenter telewizyjny
  - Kristian Laferla, maltański piłkarz
  - Jacek Polak, polski gitarzysta, członek zespołu Mr. Pollack (zm. 2020)
- 1968:
  - Damon Albarn, brytyjski wokalista, kompozytor, producent muzyczny
  - Andrea Belluzzi, sanmaryński polityk
  - Angelo Carbone, włoski piłkarz
  - Mitch Cullin, amerykański pisarz
  - Fernando Hierro, hiszpański piłkarz, działacz piłkarski
  - José Rojo Martín, hiszpański piłkarz, trener
- 1969:
  - Rosario Fina, włoski kolarz szosowy
  - Youri Mulder, holenderski piłkarz
  - Franz Stocher, austriacki kolarz torowy i szosowy
- 1970:
  - Krzysztof Banaszyk, polski aktor (zm. 2024)
  - Viola von Cramon-Taubadel, niemiecka działaczka samorządowa, polityk, eurodeputowana
  - John Humphrey, amerykański perkusista, członek zespołów: Seether i The Nixons
  - Gianni Infantino, szwajcarski działacz piłkarski pochodzenia włoskiego
- 1971:
  - Jason Batty, nowozelandzki piłkarz, bramkarz
  - Yasmeen Ghauri, kanadyjska modelka pochodzenia pakistańskiego
  - Bill Kelliher, amerykański gitarzysta, członek zespołu Mastodon
  - Boris Miloševič, słoweński strongman
  - Leszek Możdżer, polski pianista jazzowy, kompozytor, producent muzyczny
  - Andrea Rivera, włoski aktor, komik
  - Aleksandr Sieliwanow, rosyjski hokeista, trener
  - David Vodrážka, czeski samorządowiec, polityk
  - Yang Hyeong-mo, południowokoreański zapaśnik
- 1972:
  - Jonas Björkman, szwedzki tenisista
  - Joe Calzaghe, walijski bokser
  - Stanisław Derehajło, polski samorządowiec, wicemarszałek województwa podlaskiego
  - Grzegorz Gaża, polski przedsiębiorca, polityk, poseł na Sejm RP
  - Judith Godrèche, francuska aktorka
  - Abdeljalil Hadda, marokański piłkarz
  - Peter Møller, duński piłkarz
  - Daniel Prodan, rumuński piłkarz (zm. 2016)
  - Erwin Vervecken, belgijski kolarz przełajowy
- 1973:
  - Jerzy Dudek, polski piłkarz, bramkarz
  - Grzegorz Kaliciak, polski pułkownik
  - Jason Kidd, amerykański koszykarz, trener
  - Marcin Miotk, polski alpinista, fotograf, maratończyk
  - Bojana Radulovics, węgierska piłkarka ręczna
  - Naoko Sawamatsu, japońska tenisistka
- 1974:
  - Jaume Collet-Serra, amerykański reżyser i producent filmowy pochodzenia hiszpańskiego
  - Mark Hunt, nowozelandzki kick-boxer, zawodnik MMA pochodzenia samoańskiego
- 1975:
  - Rita Grande, włoska tenisistka
  - Gwendolyn Lau, amerykańska aktorka dubbingowa
  - Katie Mactier, australijska kolarka szosowa i torowa
  - Edith Mastenbroek, holenderska polityk, eurodeputowana (zm. 2012)
  - Maria Seweryn, polska aktorka
- 1976:
  - Jayson Blair, amerykański dziennikarz
  - Marcin Czarnik, polski aktor
  - Chris Hoy, szkocki kolarz torowy
  - Maxwell Kalu, nigeryjski piłkarz
  - Michelle Monaghan, amerykańska aktorka
  - Lena Park, południowokoreańska piosenkarka
  - Jeļena Rubļevska, łotewska pięcioboistka nowoczesna
  - Keri Russell, amerykańska aktorka, tancerka
- 1977:
  - Wayne Carpendale, niemiecki aktor, prezenter telewizyjny pochodzenia południowoafrykańskiego
  - Jeremy Luke, amerykański aktor, scenarzysta i producent filmowy i telewizyjny
  - Alejandro de la Madrid, meksykański aktor
  - Maksim Marinin, rosyjski łyżwiarz figurowy
  - Giuseppe Patriarca, włoski siatkarz
- 1978:
  - István Apáti, węgierski polityk
  - Jitka Čvančarová, czeska aktorka, piosenkarka, modelka
  - Anastasia Griffith, amerykańska aktorka
  - Perez Hilton, amerykański bloger, publicysta
  - Helena Josefsson, szwedzka piosenkarka, autorka tekstów
  - György Kozmann, węgierski kajakarz, kanadyjkarz
  - Morné Nagel, południowoafrykański lekkoatleta, sprinter
  - Joanna Page, brytyjska aktorka
  - Abram Raselemane, południowoafrykański piłkarz (zm. 2008)
  - Nicholle Tom, amerykańska aktorka
- 1979:
  - Lawrence Adjei, ghański piłkarz
  - Natalja Baranowska, białoruska pływaczka
  - Sérgio Batata, brazylijski piłkarz
  - Mark Buehrle, amerykański baseballista
  - Tayyiba Haneef-Park, amerykańska siatkarka
  - Misty Hyman, amerykańska pływaczka
  - Paweł Maciąg, polski duchowny katolicki, prozaik, poeta, malarz, historyk sztuki
  - Ľubomír Meszároš, słowacki piłkarz
  - Vijay Yesudas, indyjski piosenkarz
- 1980:
  - Asaf Awidan, izraelski wokalista, autor tekstów, gitarzysta, członek zespołu Asaf Avidan & the Mojos
  - Érika Coimbra, brazylijska siatkarka
  - Ryan Day, walijski snookerzysta
  - Kafétien Gomis, francuski lekkoatleta, skoczek w dal
  - Russell Howard, brytyjski komik
  - Michał Kubisztal, polski piłkarz ręczny
  - Dzmitryj Łukaszenka, białoruski działacz sportowy
  - Teja Melink, słoweńska lekkoatletka, tyczkarka
  - Ludmiła Skawronska, rosyjska tenisistka
- 1981:
  - DeeJay Delta, polski muzyk, kompozytor, producent muzyczny
  - Takeshi Honda, japoński łyżwiarz figurowy
  - Shelley Rudman, brytyjska skeletonistka
  - Giuseppe Sculli, włoski piłkarz
- 1982:
  - Sinthaweechai Hathairattanakool, tajski piłkarz, bramkarz
  - Goran Lovre, serbski piłkarz
  - Henri Myntti, fiński piłkarz, trener
  - Anna Rybaczewski, francuska siatkarka pochodzenia polskiego
  - Rachel Seydoux, szwajcarska kolarka górska
  - Anna Siarkowska, polska politolog, polityk, poseł na Sejm RP
  - Djibril Sidibé, malijski piłkarz
  - Agnieszka Szott-Hejmej, polska koszykarka
  - Zhang Ping, chińska siatkarka
- 1983:
  - Karolina Borkowska, polska aktorka
  - Mo Farah, brytyjski lekkoatleta, biegacz długodystansowy i przełajowy pochodzenia somalijskiego
  - Kader Mangane, senegalski piłkarz
  - Sascha Riether, niemiecki piłkarz
  - Mariusz Stańczuk, polski wioślarz
  - Dijon Thompson, amerykański koszykarz
  - Philipp Zeller, niemiecki hokeista na trawie
- 1984:
  - Isaac Chansa, zambijski piłkarz
  - Izabela Gwizdak, polska aktorka
  - Francesco Lodi, włoski piłkarz
  - Luis Ángel Maté, hiszpański kolarz szosowy
  - Şəhrun Yusifova, azerska zawodniczka taekwondo
- 1985:
  - Jonathan Hivert, francuski kolarz szosowy
  - Piotr Leciejewski, polski piłkarz, bramkarz
  - Bethanie Mattek-Sands, amerykańska tenisistka
  - Memphis Monroe, amerykańska aktorka pornograficzna
  - Louise Ørnstedt, duńska pływaczka
  - Felix Övermann, niemiecki wioślarz
- 1986:
  - Rusłana Cychoćka, ukraińska lekkoatletka, trójskoczkini
  - Dienis Dmitrijew, rosyjski kolarz torowy
  - Andrea Dovizioso, włoski motocyklista wyścigowy
  - Eyong Enoh, kameruński piłkarz
  - Henrik L’Abée-Lund, norweski biathlonista
  - Steven Strait, amerykański aktor, piosenkarz, model
- 1987:
  - Filip Burkhardt, polski piłkarz
  - Rodrigo Quiroga, argentyński siatkarz
  - Wojciech Rocki, polski hokeista, bramkarz
- 1988:
  - Dellin Betances, amerykański baseballista
  - Ana Grbac, chorwacka siatkarka
  - Jason Kenny, brytyjski kolarz torowy
  - Michal Neuvirth, czeski hokeista
  - Ayana Onozuka, japońska narciarka dowolna
- 1989:
  - Eric Maxim Choupo-Moting, kameruński piłkarz
  - Julia Cohen, amerykańska tenisistka
  - Andrejs Kovaļovs, łotewski piłkarz
  - Małgorzata Reszka, polska lekkoatletka, wieloboistka
- 1990:
  - Jaime Alguersuari, hiszpański kierowca wyścigowy
  - Risa Ashino, japońska siatkarka
  - Josh Bryceland, brytyjski kolarz górski
  - Eugenia z Yorku, brytyjska księżniczka
  - Gordon Hayward, amerykański koszykarz
  - Robert Johansson, norweski skoczek narciarski
  - Leonardo Leyva Martinez, kubański siatkarz
  - Emilia Romanowicz, polska biegaczka narciarska
  - Adnan Zahirović, bośniacki piłkarz
- 1991:
  - Facundo Campazzo, argentyński koszykarz
  - Erik Haula, fiński hokeista
  - Robert Howhannisjan, ormiański szachista
  - José Pablo Minor, meksykański aktor, prezenter telewizyjny, model
  - Małgorzata Misiuk, polska koszykarka
  - Paulius Petrilevičius, litewski koszykarz
- 1992:
  - Ezgi Arslan, turecka siatkarka
  - Tolga Ciğerci, turecki piłkarz
  - Ana Marcela Cunha, brazylijska pływaczka
  - Kyrie Irving, amerykański koszykarz pochodzenia australijskiego
  - Vanessa Morgan, kanadyjska aktorka, piosenkarka
  - Zalina Sidakowa, białoruska zapaśniczka
  - Ejike Uzoenyi, nigeryjski piłkarz
  - Igor Vetokele, angolski piłkarz
- 1993:
  - Roberto Carballés Baena, hiszpański tenisista
  - Quinn Cook, amerykański koszykarz
  - Curtis Good, australijski piłkarz
  - Dmitrij Jaškin, czeski hokeista pochodzenia rosyjskiego
  - DeVonte Upson, amerykański koszykarz
- 1994:
  - Larry Azouni, tunezyjski piłkarz
  - Adrián Dalmau, hiszpański piłkarz
  - Caleb Ekuban, ghański piłkarz
  - Dominika Fiszer, polska koszykarka
  - Derlis González, paragwajski piłkarz
  - Dmytro Jarczuk, ukraiński piłkarz
  - Hosejn Kananizadegan, irański piłkarz
  - Jelena Nowik, rosyjska siatkarka
  - Nick Powell, angielski piłkarz
  - Rob Schoofs, belgijski piłkarz
  - Oussama Tannane, marokański piłkarz
  - Tee Grizzley, amerykański raper, piosenkarz, autor tekstów
- 1995:
  - Michael Cherry, amerykański lekkoatleta, sprinter
  - Ester Ledecká, czeska snowboardzistka, narciarka alpejska
  - Jan Lisiecki, kanadyjski pianista pochodzenia polskiego
  - Ozan Tufan, turecki piłkarz
- 1996:
  - Alexander Albon, tajski kierowca wyścigowy pochodzenia brytyjskiego
  - Sergi Palencia, hiszpański piłkarz
- 1997 – Paula Strautmane, łotewska koszykarka
- 1998:
  - Geoffrey Brissaud, francuski łyżwiarz figurowy
  - Kaila Charles, amerykańska koszykarka
  - Caroline Cruveillier, francuska pięściarka
  - Przemysław Płacheta, polski piłkarz
- 1999:
  - Andrea Bagioli, włoski kolarz szosowy
  - Celliphine Chespol, kenijska lekkoatletka, biegaczka długodystansowa
  - Trevor Hudgins, amerykański koszykarz
  - Rafał Prokopczuk, polski siatkarz
  - Afimico Pululu, angolski piłkarz pochodzenia kongijskiego
- 2000:
  - Amee, wietnamska piosenkarka, aktorka
  - Bamba Dieng, senegalski piłkarz
  - Simen Kvarstad, norweski skoczek narciarski, kombinator norweski
- 2001:
  - Piotr Goździewicz, polski lekkoatleta, kulomiot
  - Anna Hall, amerykańska lekkoatletka, wieloboistka
  - Kamiła Konotop, ukraińska sztangistka
- 2003:
  - Tommaso Baldanzi, włoski piłkarz
  - Álvaro Fernandez, hiszpański piłkarz
  - Ísak Bergmann Jóhannesson, islandzki piłkarz
  - Nonoka Ozaki, japońska zapaśniczka
  - Kacper Sezonienko, polski piłkarz
- 2004:
  - Anderson Duarte, urugwajski piłkarz
  - Harrison Onovwiomogbohwo, nigeryjski zapaśnik
- 2005 – Everardo López, meksykański piłkarz

## Zmarli
- 1022 – Zhenzong, cesarz Chin (ur. 968)
- 1103 – Odo I, książę Burgundii (ur. ok. 1058)
- 1237 – Jan z Brienne, francuski krzyżowiec, franciszkanin, król Jerozolimy (ur. ?)
- 1369 – Piotr I Okrutny, król Kastylii i Leonu (ur. 1334)
- 1450 – Helena Dragaš, cesarzowa bizantyńska (ur. ok. 1372)
- 1522 – Anna Radziwiłł, księżna mazowiecka (ur. 1476)
- 1524 – Giulia Farnese, włoska kochanka papieża Aleksandra VI (ur. ok. 1475)
- 1528 – Cristoforo Numai, włoski kardynał, generał zakonu franciszkanów (ur. ?)
- 1555 – Juliusz III, papież (ur. 1487)
- 1559 – Klaudiusz, cesarz Etiopii (ur. 1521 lub 1522)
- 1589 – Marcin Kromer, polski duchowny katolicki, biskup warmiński, humanista, historyk, pisarz, teoretyk muzyki, dyplomata, sekretarz królewski (ur. 1512)
- 1606:
  - Turybiusz de Mogrovejo, hiszpański duchowny katolicki, arcybiskup Limy, prymas Peru, święty (ur. 1538)
  - Justus Lipsius, flamandzki filozof, filolog klasyczny, historyk (ur. 1547)
- 1611 – Johann Siebmacher, niemiecki heraldyk (ur. 1561)
- 1638 – Georg Flegel, niemiecki malarz, rysownik (ur. 1566)
- 1642:
  - Andries Both, holenderski malarz (ur. ok. 1612/1613)
  - Piotr O’Higgins, irlandzki dominikanin, męczennik, błogosławiony (ur. 1602)
- 1643 – Wojciech Męciński, polski jezuita, misjonarz (ur. 1598)
- 1653 – Jan van Galen, holenderski oficer marynarki wojennej (ur. 1604)
- 1661 – Pieter de Molyn, holenderski malarz, rysownik, grawer (ur. 1595)
- 1662 – Adam Maciej Sakowicz, polski szlachcic, polityk (ur. ?)
- 1663 – Jakub Michałowski, polski szlachcic, sędzia trybunału lubelskiego, dworzanin, kasztelan bielecki, bibliofil (ur. 1612)
- 1678 – Cornelis Gerritsz. Decker, holenderski malarz (ur. ok. 1620)
- 1680 – Nicolas Fouquet, francuski polityk (ur. 1615)
- 1688 – Marcantonio Giustinian, doża Wenecji (ur. 1619)
- 1697 – William Child, angielski kompozytor, organista (ur. 1606)
- 1699 – Johann Benedict Carpzov II, niemiecki teolog luterański, etnolog, filolog (ur. 1639)
- 1702 – Józef Oriol, kataloński duchowny katolicki, święty (ur. 1650)
- 1703 – Jan Kwiatkiewicz, polski jezuita, teolog, filozof, matematyk, wykładowca akademicki (ur. 1630)
- 1709 – Wiktoria Łącka, polska bernardynka (ur. ?)
- 1730 – Karol I, landgraf Hesji-Kassel (ur. 1654)
- 1731 – August Wilhelm, książę Brunszwiku-Lüneburga (ur. 1662)
- 1732 – Fryderyk II, książę Saksonii-Gotha-Altenburg (ur. 1676)
- 1742 – Jean-Baptiste Dubos, francuski historyk, estetyk, dyplomata (ur. 1670)
- 1747 – Claude Alexandre de Bonneval, francuski i turecki oficer (ur. 1675)
- 1748 – Johann Gottfried Walther, niemiecki kompozytor, organista, kapelmistrz (ur. 1684)
- 1750:
  - Dignus Keetlaer, holenderski polityk, wielki pensjonariusz Holandii (ur. 1674)
  - Samuel Mikovíni, słowacki inżynier, matematyk, geodeta, kartograf, astronom, rytownik, pedagog (ur. 1686)
- 1754:
  - Hilary Saag, polski pijar, kompozytor, śpiewak, pedagog (ur. 1703)
  - Johann Jakob Wettstein, szwajcarski teolog protestancki (ur. 1693)
- 1758 – Władysław Grzegorzewski, polski szlachic, generał-major (ur. 1665)
- 1768 – Eustachy Potocki, polski generał, polityk (ur. 1720)
- 1781 – Johann Anton Güldenstädt, niemiecki zoolog, botanik (ur. 1745)
- 1801 – Paweł I Romanow, cesarz Rosji (ur. 1754)
- 1803 – Jan Stefan Giedroyć, polski duchowny katolicki, biskup żmudzki i inflancko-piltyński (ur. 1730)
- 1804 – Isidro Carnicero, hiszpański malarz, rytownik, rzeźbiarz (ur. 1736)
- 1806 – Aleksander Szembek, polski szlachcic, generał, polityk (ur. ok. 1739)
- 1813 – Augusta Fryderyka, księżniczka Wielkiej Brytanii i Irlandii oraz Hanoweru, Brunszwiku-Lüneburga, księżna Brunszwiku-Wolfenbüttel (ur. 1737)
- 1819 – August von Kotzebue, niemiecki pisarz (ur. 1761)
- 1832 – Václav Vilém Würfel, czeski kompozytor, pianista, organista (ur. 1790)
- 1835 – Friedrich Christian Gregor Wernekink, niemiecki przyrodnik, neuroanatom, mineralog (ur. 1798)
- 1842 – Stendhal, francuski pisarz (ur. 1783)
- 1844 – Bruno Kiciński, polski dziennikarz, wydawca, poeta, tłumacz (ur. 1797)
- 1845 – Franciszek Młokosiewicz, polski generał brygady, uczestnik powstania listopadowego (ur. 1769)
- 1847 – Jan Majorkiewicz, polski historyk literatury, filozof, działacz niepodległościowy (ur. 1820)
- 1849 – Andrés Manuel del Río, hiszpański mineralog, inżynier metalurgii i górnictwa (ur. 1764)
- 1857 – Mikołaj Sikatka, polski pasterz, świadek objawień maryjnych (ur. 1787)
- 1860 – Francisco Ruiz-Tagle, chilijski polityk, p.o. prezydenta Chile (ur. 1790)
- 1862:
  - Karl Robert Nesselrode, rosyjski polityk, dyplomata pochodzenia niemieckiego (ur. 1780)
  - Manuel Robles Pezuela, meksykański wojskowy, polityk, tymczasowy prezydent Meksyku (ur. 1817)
- 1864 – Władysław Eminowicz, polski podpułkownik, uczestnik powstania styczniowego (ur. 1837)
- 1865 – Antonín Pich, czeski znachor, zielarz (ur. 1795)
- 1866 – Ferdinand von Arnim, niemiecki architekt, wykładowca akademicki (ur. 1814)
- 1871 – Franciszek Stefanowicz, polski duchowny katolicki, biskup pomocniczy poznański (ur. 1801)
- 1872 – Hugo Ulrich, niemiecki kompozytor, pianista, aranżer, pedagog (ur. 1827)
- 1877 – Caroline Unger, węgierska śpiewaczka operowa (kontralt) (ur. 1803)
- 1879 – Tytus Woyciechowski, polski ziemianin, przemysłowiec, mecenas sztuki (ur. 1808)
- 1880 – Gheorghe Magheru, rumuński dowódca wojskowy, rewolucjonista, polityk (ur. 1802)
- 1881:
  - Szymon Krawczykiewicz, polski nauczyciel, urzędnik, działacz gospodarczy, oficer, uczestnik powstania listopadowego (ur. 1804)
  - Nikołaj Rubinstein, rosyjski pianista, kompozytor pochodzenia żydowskiego (ur. 1835)
- 1882:
  - Annunciata Cocchetti, włoska zakonnica, błogosławiona (ur. 1800)
  - Alois Vojtěch Šembera, czeski historyk, wykładowca akademicki, tłumacz, dziennikarz, pisarz (ur. 1807)
- 1886 – Jan Narkiewicz, polski duchowny katolicki, zesłaniec (ur. 1806)
- 1888 – Morrison Remick Waite, amerykański prawnik, prezes Sądu Najwyższego (ur. 1816)
- 1890 – Stanisław Lesser, polski bankier, przedsiębiorca, urzędnik konsularny pochodzenia żydowskiego (ur. 1817)
- 1891 – Anne Lynch Botta, amerykańska pisarka, poetka, animatorka życia literackiego, nauczycielka (ur. 1815)
- 1893 – Jan Krystyniacki, polski filolog klasyczny, tłumacz, pedagog (ur. 1828)
- 1897:
  - Abraham Hulk, brytyjski malarz (ur. 1813)
  - Zofia, księżniczka holenderska, wielka księżna Saksonii-Weimar-Eisenach (ur. 1824)
- 1898 – Tigran Czuchadżian, ormiański kompozytor (ur. 1837)
- 1900:
  - Lorenzo Casanova Ruiz, hiszpański malarz (ur. 1844)
  - Nikolaus Dumba, austriacki przedsiębiorca, mecenas i kolekcjoner dzieł sztuki, polityk pochodzenia greckiego (ur. 1830)
- 1901:
  - Bernard Goldmann, polski prawnik, polityk, uczestnik powstania styczniowego pochodzenia żydowskiego (ur. 1841)
  - Konstantin Stoiłow, bułgarski prawnik, polityk, premier Bułgarii (ur. 1853)
- 1902:
  - Jakob Missia, austriacki duchowny katolicki, biskup Lublany, arcybiskup metropolita Gorycji, kardynał (ur. 1838)
  - Władysław Siarkowski, polski duchowny katolicki, historyk, etnograf (ur. 1840)
- 1905:
  - Walery Eljasz-Radzikowski, polski malarz, fotograf (ur. 1840)
  - Paul Kieschke, niemiecki architekt (ur. 1851)
- 1907 – Stanisław Chełchowski, polski ziemianin, działacz społeczny, rolnik, przyrodnik, etnograf (ur. 1866)
- 1908 – Franciszek Frydrychowicz, polski działacz narodowy i społeczny (ur. 1820)
- 1909 – Wojciech Dzieduszycki, polski polityk, pisarz, filozof (ur. 1848)
- 1910:
  - Alexander Agassiz,amerykański zoolog, geolog, wykładowca akademicki pochodzenia szwajcarskiego (ur. 1835)
  - Frederick Kemp Ward, amerykański tenisista (ur. 1876)
- 1911 – Godfried Marschall, austriacki duchowny katolicki, biskup pomocniczy Wiednia (ur. 1840)
- 1914 – Rebeka Chobok Ar-Rajes, libańska zakonnica, święta (ur. 1832)
- 1917 – Louis Schmeisser, niemiecki konstruktor broni strzeleckiej (ur. 1848)
- 1919 – Francesco di Paola Cassetta, włoski kardynał, wysoki urzędnik Kurii Rzymskiej (ur. 1841)
- 1923:
  - Nikołaj Bażenow, rosyjski psychiatra (ur. 1857)
  - Howhannes Tumanian ormiański poeta, tłumacz, aktywista (ur. 1869)
- 1925 – Adelina Paschalis-Souvestre, polska śpiewaczka operowa (sopran), pedagog (ur. 1847)
- 1926:
  - Edward Arvay, polski dziennikarz, wydawca (ur. 1850)
  - Iwan Ksienofontow, radziecki działacz partyjny, funkcjonariusz Czeki (ur. 1884)
  - Ignacy Juliusz Rosner, polski prawnik, dziennikarz, polityk (ur. 1865)
- 1927:
  - Dietrich Barfurth, niemiecki anatom, embriolog, wykładowca akademicki (ur. 1849)
  - Adolf Kuczewski, polski generał brygady (ur. 1866)
  - Zenon Lewandowski, polski farmaceuta, wydawca, wielkopolsko-mazurski działacz społeczno-polityczny, filantrop, urzędnik konsularny (ur. 1859)
  - Petre Melikiszwili, gruziński chemik, wykładowca akademicki (ur. 1850)
- 1928 – Woodbridge Nathan Ferris, amerykański polityk (ur. 1853)
- 1929:
  - Andrzej Lenik, polski rzeźbiarz (ur. 1864)
  - Józef Sare, polski architekt, polityk pochodzenia żydowskiego (ur. 1850)
  - Maurice Sarrail, francuski generał, polityk (ur. 1856)
- 1931:
  - Theodor Bergmann, niemiecki konstruktor broni strzeleckiej (ur. 1850)
  - Karol Rychliński, polski psychiatra (ur. 1864)
- 1932:
  - Aleksandr Borczaninow, radziecki wojskowy, polityk (ur. 1884)
  - Moritz Katzenstein, niemiecki chirurg, wykładowca akademicki (ur. 1872)
- 1934:
  - Leon Iwanowski, polski generał brygady (ur. 1869)
  - Zofia Wocalewska, polska harcmistrzyni (ur. 1894)
- 1935:
  - Henryk Karol Gaertner, polski filolog, językoznawca, wykładowca akademicki (ur. 1892)
  - Nicolás Gonzalez Pérez, hiszpański duchowny katolicki, klaretyn, misjonarz, wikariusz apostolski Fernando Poo (ur. 1869)
  - Otto Lanz, szwajcarski chirurg, kolekcjoner dzieł sztuki (ur. 1865)
  - Aleksander Moisiu, albański aktor, reżyser (ur. 1879)
- 1936:
  - Jerzy Machonbaum, polski szachista, poeta (ur. 1884)
  - Zygmunt Okoniewski, polski elektrotechnik (ur. 1877)
- 1937:
  - Andriej Kolegajew, radziecki polityk (ur. 1887)
  - Maksymilian Konarski, polski ziemianin, działacz organizacji rolniczych (ur. 1875)
- 1938:
  - James W. Putnam, amerykański neurolog, psychiatra, wykładowca akademicki (ur. 1849)
  - Thomas Walter Scott, kanadyjski polityk, premier Kanady (ur. 1867)
- 1939 – Józef Czepczyński, polski kupiec, przemysłowiec (ur. 1864)
- 1940:
  - Walenty Habandt, polski działacz narodowy, oświatowy i polityczny na Mazurach (ur. 1898)
  - Józef Mariański-Bayerlein, polski duchowny katolicki, werbista, misjonarz (ur. 1868)
  - Dimityr Stanczow, bułgarski prawnik, dyplomata, polityk, premier Bułgarii (ur. 1863)
- 1941:
  - Kazimierz Jaroszyk, polski działacz narodowy i społeczny na Warmii i Mazurach (ur. 1878)
  - Tadeusz Tański, polski konstruktor samochodowy, inżynier mechanik, wynalazca (ur. 1892)
- 1942:
  - Anton Łuckiewicz, białoruski działacz narodowy, krytyk literacki, publicysta, polityk, premier i minister spraw zagranicznych Białoruskiej Republiki Ludowej (ur. 1884)
  - Victor Margueritte, francuski prozaik, dramaturg (ur. 1866)
  - Pēteris Pumpurs, radziecki generał porucznik lotnictwa (ur. 1900)
  - Franz Stahlecker, niemiecki oficer wywiadu i policji, zbrodniarz wojenny (ur. 1900)
  - Tadeusz Szantroch, polski kapitan rezerwy, nauczyciel, poeta (ur. 1888)
  - Marcelo Torcuato de Alvear, argentyński strzelec sportowy, dyplomata, polityk, prezydent Argentyny (ur. 1868)
- 1943:
  - Katarzyna Kazak, polska rolniczka (ur. 1877)
  - Sebastian Kazak, polski rolnik (ur. 1870)
  - Karol Ludwik Koniński, polski publicysta, krytyk literacki, prozaik, badacz kultury ludowej (ur. 1891)
  - Joachim Müncheberg, niemiecki pilot wojskowy, as myśliwski (ur. 1918)
  - Joseph Schillinger, amerykański kompozytor, teoretyk muzyki pochodzenia żydowskiego (ur. 1895)
  - Karel Voženílek, czeski generał dywizji (ur. 1883)
- 1945:
  - Karl Hürthle, niemiecki fizjolog, histolog, wykładowca akademicki (ur. 1860)
  - Leon Karasiński, polski inżynier, wykładowca akademicki (ur. 1879)
  - Wojciech Mrosik, polski franciszkanin (ur. 1889)
  - William Napier Shaw, brytyjski metereolog, wykładowca akademicki (ur. 1854)
  - Jerzy Simon, polski franciszkanin (ur. 1873)
- 1946:
  - Gilbert Lewis, amerykański fizyk, chemik (ur. 1875)
  - Arthur Ponsonby, brytyjski arystokrata, polityk (ur. 1871)
  - Juan Píriz, urugwajski piłkarz (ur. 1902)
- 1948 – Nikołaj Bierdiajew, rosyjski filozof (ur. 1874)
- 1949:
  - Władysław Ostrowski, polski torakochirurg, wykładowca akademicki (ur. 1897)
  - Rihard Zupančič, słoweński matematyk, wykładowca akademicki (ur. 1878)
- 1950 – Emmanuel Mounier, francuski filozof (ur. 1905)
- 1951 – Aharon Awni, izraelski malarz (ur. 1906)
- 1953:
  - Raoul Dufy, francuski malarz, grafik (ur. 1877)
  - Oscar Luts, estoński prozaik, dramaturg (ur. 1887)
- 1955:
  - Paul Arndt, niemiecki duchowny ewangelicko-reformowany, historyk (ur. 1868)
  - Artur da Silva Bernardes, brazylijski polityk, prezydent Brazylii (ur. 1875)
- 1956 – Konstanty Laszczka, polski malarz, grafik, rzeźbiarz (ur. 1865)
- 1957:
  - Patrick Abercrombie, brytyjski architekt, urbanista (ur. 1879)
  - Juliusz Kleiner, polski historyk literatury (ur. 1886)
  - Andrzej Wróblewski, polski malarz, pedagog (ur. 1927)
- 1958 – Florian Znaniecki, polski filozof, socjolog, wykładowca akademicki (ur. 1882)
- 1960 – Edward Pepłowski, polski inżynier, polityk, minister pracy i opieki społecznej, senator RP (ur. 1880)
- 1961:
  - Walentin Bondarienko, radziecki pilot wojskowy, kosmonauta (ur. 1937)
  - Heinrich Rau, wschodnioniemiecki polityk (ur. 1899)
- 1962:
  - Eugenio Canfari, włoski piłkarz, trener (ur. 1879)
  - Clement Davies, brytyjski polityk (ur. 1884)
  - Jan Wittstock, polski działacz plebiscytowy (ur. 1886)
- 1963:
  - Leon Berbecki, polski generał broni, inżynier (ur. 1874)
  - Davey Moore, amerykański bokser (ur. 1933)
  - Thoralf Skolem, norweski matematyk, wykładowca akademicki (ur. 1887)
- 1964 – Peter Lorre, amerykański aktor pochodzenia żydowskiego (ur. 1904)
- 1965 – Mae Murray, amerykańska aktorka, tancerka (ur. 1885)
- 1966:
  - Bertil Bothén, szwedzki żeglarz sportowy, konstruktor jachtów (ur. 1892)
  - Tadeusz Hübner, polski historyk, mediewista (ur. 1940)
- 1967 – Józef Piszczek, polski profesor nauk rolniczych (ur. 1912)
- 1968 – Alfred Świerkosz, polski dziennikarz, fotograf (ur. 1900)
- 1969 – Arthur Lismer, kanadyjski malarz pochodzenia brytyjskiego (ur. 1885)
- 1970 – Del Lord, amerykański reżyser filmowy (ur. 1894)
- 1971 – Simon Vestdijk, holenderski prozaik, poeta, eseista, krytyk literacki (ur. 1898)
- 1972 – Seweryn Skulski, polski prozaik, poeta, działacz społeczny i polityczny (ur. 1894)
- 1976 – Stanisław Kopański, polski inżynier, generał dywizji (ur. 1895)
- 1977 – Aleksander Dzwonkowski, polski aktor (ur. 1907)
- 1978:
  - Tadeusz Romer, polski polityk, dyplomata (ur. 1894)
  - Grzegorz Szyrma, białoruski nauczyciel, wydawca (ur. 1892)
  - Franciszek Wysłouch, polski pisarz, malarz (ur. 1896)
- 1980:
  - Jacob Miller, jamajski muzyk i wokalista reggae, rastafarianin (ur. 1952)
  - Arthur Okun, amerykański ekonomista (ur. 1928)
  - Charles Pannell, brytyjski polityk (ur. 1902)
- 1981:
  - Claude Auchinleck, brytyjski marszałek polny (ur. 1884)
  - Mike Hailwood, brytyjski kierowca i motocyklista wyścigowy (ur. 1940)
- 1982:
  - Sonny Greer, amerykański perkusista jazzowy (ur. 1895)
  - Mario Praz, włoski eseista, krytyk literacki (ur. 1896)
  - Aleksandr Sidorienko, radziecki geolog, polityk (ur. 1917)
- 1984:
  - Jean Prouvé, francuski architekt, projektant form użytkowych (ur. 1901)
  - Józef Winiewicz, polski dziennikarz, dyplomata, polityk (ur. 1905)
- 1985:
  - Peter Charanis, grecko-amerykański historyk, bizantynolog (ur. 1908)
  - Szazam Safin, radziecki zapaśnik (ur. 1932)
  - Zoot Sims, amerykański saksofonista jazzowy (ur. 1925)
- 1986:
  - Leo Victor de Gale, grenadyjski polityk, gubernator generalny (ur. 1921)
  - Władysław Gębik, polski filozof, pedagog, pisarz, etnograf (ur. 1900)
  - Étienne Mattler, francuski piłkarz, trener (ur. 1905)
  - Anastasija Zujewa, rosyjska aktorka (ur. 1896)
- 1988 – Reg Lye, australijski aktor (ur. 1912)
- 1989 – Berl Repetur, izraelski polityk (ur. 1902)
- 1990 – Leongino Unzain, paragwajski piłkarz, trener (ur. 1925)
- 1991:
  - Elisaweta Bagriana, bułgarska poetka (ur. 1893)
  - Lars-Erik Wolfbrandt, szwedzki lekkoatleta, sprinter i średniodystansowiec (ur. 1928)
- 1992 – Friedrich Hayek, austriacki ekonomista, laureat Nagrody Banku Szwecji im. Alfreda Nobla w dziedzinie ekonomii (ur. 1899)
- 1993:
  - Adam Bromberg, polski wydawca, encyklopedysta, działacz komunistyczny pochodzenia żydowskiego (ur. 1912)
  - Denis Parsons Burkitt, brytyjski chirurg (ur. 1911)
  - Hans Werner Richter, niemiecki pisarz (ur. 1908)
- 1994:
  - Luis Colosio, meksykański ekonomista, polityk (ur. 1950)
  - Álvaro del Portillo, hiszpański duchowny katolicki, prałat Opus Dei, Sługa Boży (ur. 1914)
  - Giulietta Masina, włoska aktorka (ur. 1921)
- 1995:
  - Nikołaj Baskakow, rosyjski turkolog, folklorysta, etnograf (ur. 1905)
  - Davie Cooper, szkocki piłkarz (ur. 1956)
  - Władimir Iwaszow, rosyjski aktor (ur. 1939)
- 1996 – Margit Manstad, szwedzka aktorka (ur. 1902)
- 1997:
  - Ivars Ķezbers, łotewski politolog, historyk, polityk (ur. 1944)
  - Piotr Łuszew, radziecki generał armii, polityk (ur. 1923)
- 1998 – Tomasz Jasiński, polski hokeista (ur. 1916)
- 2000:
  - Antony Padiyara, indyjski kardynał (ur. 1921)
  - Udham Singh, indyjski hokeista na trawie (ur. 1928)
- 2001 – Kārlis Ozols, łotewski szachista (ur. 1912)
- 2002:
  - Marcel Kint, belgijski kolarz szosowy i torowy (ur. 1914)
  - Leif Wager, fiński aktor (ur. 1922)
- 2003:
  - Newton Canegal, brazylijski piłkarz (ur. 1917)
  - Hans Hermann Groër, austriacki kardynał (ur. 1919)
  - Stanisław Pachuta, polski pułkownik, geolog (ur. 1923)
- 2004:
  - Rupert Hamer, australijski polityk (ur. 1916)
  - Marian Wabia, polski fizyk, wykładowca akademicki (ur. 1943)
- 2005 – Jan Rzepa, polski żołnierz, uczestnik powstania wielkopolskiego (ur. 1899)
- 2006:
  - Satcam Boolell, maurytyjski polityk (ur. 1920)
  - Eloy de la Iglesia, hiszpański reżyser filmowy (ur. 1944)
- 2007 – Paul Cohen, amerykański matematyk, wykładowca akademicki pochodzenia żydowskiego (ur. 1934)
- 2008:
  - Andrzej Hulanicki, polski matematyk (ur. 1933)
  - Alina Margolis-Edelman, polska lekarka, działaczka społeczna pochodzenia żydowskiego (ur. 1922)
  - Adolfo Antonio Suárez Rivera, meksykański duchowny katolicki, arcybiskup Monterrey, kardynał (ur. 1927)
- 2009:
  - Irina Gabaszwili, gruzińska gimnastyczka (ur. 1960)
  - Elżbieta Malicka, polska lekarz weterynarii (ur. 1938)
  - Lloyd Ruby, amerykański kierowca wyścigowy (ur. 1928)
  - Paweł Wieczorkiewicz, polski historyk, sowietolog, marynista, wykładowca akademicki (ur. 1948)
- 2010 – Blanche Thebom, amerykańska śpiewaczka operowa (mezzosopran) (ur. 1915)
- 2011:
  - Antoni Jurasz, polski aktor (ur. 1922)
  - Lech Leciejewicz, polski archeolog, mediewista (ur. 1931)
  - Elizabeth Taylor, brytyjska aktorka (ur. 1932)
- 2012:
  - Witold Lesiewicz, polski reżyser filmowy, dokumentalista (ur. 1922)
  - Abdullahi Jusuf, somalijski pułkownik, polityk, prezydent Somalii (ur. 1934)
  - Nadżi Talib, iracki generał, polityk, premier Iraku (ur. 1917)
- 2013:
  - Boris Bieriezowski, rosyjski matematyk, przedsiębiorca, polityk (ur. 1946)
  - Audrey McElmury, amerykańska kolarka szosowa i torowa (ur. 1943)
  - Antoni Jozafat Nowak, polski duchowny katolicki, franciszkanin, antropolog, psycholog (ur. 1935)
  - Joe Weider, kanadyjski kulturysta (ur. 1919)
- 2014:
  - Carmelo Bossi, włoski bokser (ur. 1939)
  - Jürgen Kurbjuhn, niemiecki piłkarz (ur. 1940)
  - Katarzyna Markiewicz, polska wokalistka, członkini zespołu One Million Bulgarians (ur. 1976)
  - Adolfo Suárez, hiszpański polityk, premier Hiszpanii (ur. 1932)
- 2015:
  - Lil’ Chris, brytyjski piosenkarz, aktor (ur. 1990)
  - Herberto Hélder, portugalski poeta (ur. 1930)
  - Lee Kuan Yew, singapurski polityk, premier Singapuru (ur. 1923)
  - Krzysztof Sznapik, polski szachista (ur. 1949)
- 2016:
  - Marek Bargiełowski, polski aktor (ur. 1942)
  - Norm Hadley, kanadyjski rugbysta (ur. 1964)
  - Ken Howard, amerykański aktor (ur. 1944)
  - Aharon Megged, izraelski pisarz (ur. 1920)
  - Kazimierz Michałek-Gorgoń, polski lekkoatleta, sprinter i wieloboista (ur. 1928)
- 2017:
  - Lola Albright, amerykańska aktorka (ur. 1924)
  - William Keeler, amerykański duchowny katolicki, arcybiskup Baltimore, kardynał (ur. 1931)
  - Ingeborg Rapoport, niemiecka lekarka (ur. 1912)
  - Cino Tortorella, włoski dziennikarz i prezenter telewizyjny (ur. 1927)
  - Dienis Woronienkow, rosyjski polityk, opozycjonista (ur. 1971)
- 2018:
  - Philip Kerr, brytyjski pisarz (ur. 1956)
  - Jukka Mikkola, fiński prawnik, polityk (ur. 1943)
  - Zell Miller, amerykański polityk (ur. 1932)
  - Zygmunt Rytka, polski fotograf, artysta intermedialny (ur. 1947)
  - Stefan Szramel, polski aktor (ur. 1939)
  - Henryk Wardach, polski koszykarz (ur. 1964)
- 2019:
  - Lina Cheryazova, uzbecka narciarka dowolna (ur. 1968)
  - Larry Cohen, amerykański reżyser, scenarzysta i producent filmowy (ur. 1941)
  - Rafi Etan, izraelski polityk (ur. 1926)
  - Maria Iwaszkiewicz, polska dziennikarka, pisarka (ur. 1924)
- 2020:
  - Lucia Bosé, włoska aktorka (ur. 1931)
  - Carlo Casini, włoski adwokat, sędzia, polityk (ur. 1935)
  - Branko Cikatić, chorwacki kick-boxer (ur. 1954)
  - Lucien Sève, francuski filozof marksistowski, polityk komunistyczny (ur. 1926)
  - Júlia Sigmond, rumuńska aktorka, pisarka, esperantystka (ur. 1929)
  - Stanisław Zięba, polski rolnik, zootechnik, polityk, poseł na Sejm PRL (ur. 1933)
- 2021:
  - Edmund Gettier, amerykański filozof, wykładowca akademicki (ur. 1927)
  - Hana Hegerová, słowacka aktorka, piosenkarka (ur. 1931)
  - Antoni (Machota), ukraiński biskup prawosławny (ur. 1966)
  - Jesús Gervasio Pérez Rodríguez, hiszpański duchowny katolicki, arcybiskup Sucre w Boliwii (ur. 1936)
  - Metod Pirih, słoweński duchowny katolicki, biskup koperski (ur. 1936)
  - Julie Pomagalski, francuska snowboardzistka (ur. 1980)
  - George Segal, amerykański aktor, muzyk (ur. 1934)
  - Stanisław Tomaszek, polski architekt, wykładowca akademicki (ur. 1926)
  - Irena Vrkljan, chorwacka pisarka, tłumaczka (ur. 1930)
- 2022:
  - Madeleine Albright, amerykańska dyplomatka, polityk, sekretarz stanu (ur. 1937)
  - Muhammad al-Aszram, egipski zapaśnik (ur. 1955)
  - Andrzej Cwojdziński, polski dyrygent, kompozytor, pedagog (ur. 1928)
  - Guðrún Helgadóttir, islandzka pisarka, polityk (ur. 1935)
  - Kaneaster Hodges Jr., amerykański pastor, prawnik, polityk (ur. 1938)
  - Zinaida Ignatjewa, rosyjska pianistka (ur. 1938)
- 2023:
  - Witold Czarnecki, polski inżynier, architekt, wykładowca akademicki, żołnierz AK (ur. 1927)
  - Epeli Ganilau, fidżyjski wojskowy, polityk (ur. 1951)
  - Edyta Połczyńska, polska germanistka, wykładowczyni akademicka (ur. 1930)
  - Ireneusz Skubis, polski nauczyciel, samorządowiec, polityk, poseł na Sejm RP (ur. 1946)
  - Krzysztof Wojdyga, polski inżynier, wykładowca akademicki (ur. 1951)
- 2024:
  - Leszek Długosz, polski aktor, bard, poeta, kompozytor (ur. 1941)
  - Nicolae Manolescu, rumuński pisarz, krytyk literacki, dyplomata, polityk (ur. 1939)
  - Maurizio Pollini, włoski pianista, dyrygent (ur. 1942)
  - Serhij Szewczenko, ukraiński piłkarz, trener (ur. 1958)
  - Silvia Tortosa, hiszpańska aktorka (ur. 1947)
- 2025:
  - Gianfranco Barra, włoski aktor (ur. 1940)
  - Franciszek Bunsch, polski malarz, grafik (ur. 1926)
  - Bogdan Daras, polski zapaśnik (ur. 1960)
  - Eugeniusz Lewacki, polski hokeista (ur. 1926)
  - Mia Love, amerykańska polityk, burmistrz Saratoga Springs (ur. 1975)
  - Charles Strachey, brytyjski polityk, eurodeputowany (ur. 1945)
  - Alicja Szewczyk, polska siatkarka (ur. 1936)